# Kaukasuskrieg 2008
Der Kaukasuskrieg 2008 (auch als Augustkrieg, Georgienkrieg oder Kaukasischer Fünftagekrieg bezeichnet) war ein militärischer Konflikt im Südkaukasus zwischen Georgien auf der einen und Russland sowie den von Russland unterstützten, international nicht anerkannten Republiken Südossetien und Abchasien auf der anderen Seite. Der Konflikt wurde auf georgischem Staatsgebiet ausgetragen.
Die offenen Kampfhandlungen zwischen Soldaten der georgischen Armee und südossetischen Milizverbänden begannen bereits im Juli 2008 und eskalierten in der Nacht zum 8. August, in der georgische Einheiten eine Offensive zur Rückgewinnung der Kontrolle über die ganze Region begannen. Daraufhin griffen aus dem Nordkaukasus russische Truppen an, drängten die georgische Armee zurück und rückten bis ins georgische Kernland vor. Bis zum Waffenstillstand am 12. August wurden insgesamt etwa 850 Menschen getötet sowie zwischen 2500 und 3000 Menschen verwundet.

## Hintergrund

### Auflösung der Sowjetunion

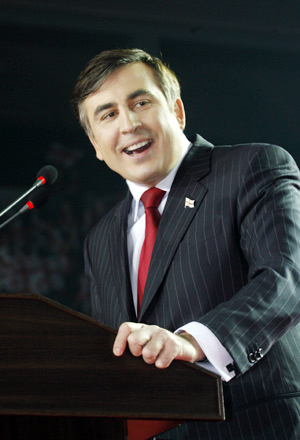
Micheil Saakaschwili

Die Ethnien im Kaukasus unterscheiden sich stark sozial-kulturell und sozial-strukturell. Während einige Volksgruppen früh Staaten bildeten, verfügten andere nie über eine eigene Staatlichkeit. Immer wieder gab es durch Kriege verursachte bzw. durch Kriegsparteien erzwungene Wanderungen.
1918, als sich Georgien vom Russischen Reich lossagte, versuchten die Südosseten während der Oktoberrevolution den Bruch mit Tiflis. Es kam zum Georgisch-Südossetischen Konflikt von 1918 bis 1920, in dem südossetische Rebellen, unterstützt durch bolschewistische Truppen, eine gewaltsame Loslösung von Georgien erzwingen wollten. Dabei griffen die Osseten und Bolschewiki die örtliche georgische Verwaltung und Bevölkerung an und töteten jeden, der sich ihnen in den Weg stellte, darunter Politiker und Vertreter der Öffentlichkeit. Hunderte georgische Nationalgardisten wurden gefangen genommen und die Stadt Zchinwali in Brand gesteckt. Die georgische Armee in Zchinwali marschierte ein und der ossetische Aufstand wurde niedergeschlagen, etwa 5000 Osseten kamen ums Leben, 4143 davon auf der Flucht, infolge von Hunger und Krankheiten. Viele Osseten sehen diese Ereignisse als von Georgiern verübten Genozid an ihrem Volk an, was jedoch nach der Definition nicht zutrifft und von der UN auch nicht als solche anerkannt wird. Die georgische Seite weist diese Behauptungen zurück und betrachtet diese als Verzerrung von Ereignissen, welche ohnehin von Bolschewiki angezettelt worden seien.
Kurz nach Zerschlagung der Rebellion wurde Georgien 1921 von Sowjetrussland angegriffen und vollständig annektiert. 1922 wurde der früher historische Teil Kartliens auf Anordnung der Sowjetregierung in eine autonome Oblast der georgischen Sowjetrepublik ausgegliedert und erhielt die entsprechende Bezeichnung Südossetisches Autonomes Gebiet. Seit den 1920er Jahren sank der ossetische Bevölkerungsanteil in der Region, während die Zahl der Georgier stetig stieg. 1989 waren nur noch knapp zwei Drittel der Bevölkerung Osseten, während der Anteil der Georgier etwa 29 % betrug. Die restlichen etwa fünf Prozent setzten sich insbesondere aus Russen und Armeniern zusammen. Während der Zeit der Sowjetunion waren die Beziehungen zwischen Osseten und Georgiern weitgehend friedlich.
1985 begann Gorbatschow mit Glasnost und Perestroika und erklärte die Breschnew-Doktrin für beendet. Ab 1989 strebte Südossetien eine Erweiterung seines Autonomiestatus zur Autonomen Republik an; 1990 sagte es sich von Georgien los, das sich ebenfalls von der Sowjetunion für unabhängig erklärt hatte.
Im Herbst 1991 wurde die Südossetische Demokratische Sowjetrepublik ausgerufen, die sich um russische Anerkennung bemühte. Georgien beanspruchte das Gebiet weiterhin; es hob als Antwort auf die Unabhängigkeitserklärung alle Autonomierechte der Region auf und versuchte Südossetien militärisch zurückzuerobern. Im darauffolgenden Bürgerkrieg, dem Georgisch-Südossetischen Krieg, starben geschätzt 1500 Menschen. 100.000 Südosseten flohen aus Georgien und Südossetien nach Russland, 20.000 Georgier flohen nach Georgien (ethnische Entmischung). In diese Auseinandersetzungen griff Russland ein; es trennte die Kontrahenten. Im Juni 1992 unterzeichneten Russland und Georgien ein Waffenstillstandsabkommen zur Aufstellung einer GUS-Friedenstruppe für Südossetien, für die russische, ossetische und georgische Soldaten abgestellt wurden. Nach dem Rückzug Russlands und Georgiens verblieb Südossetien für lange Zeit in einem Status der De-facto-Unabhängigkeit.
2000 wurde Putin Präsident. Ab 2002 verteilte Russland Pässe an Einwohner Abchasiens und Südossetiens.
Im September 2004 legte der neue georgische Präsident Micheil Saakaschwili der UN-Generalversammlung einen Plan vor, der unter anderem Südossetien und Abchasien wieder in Georgien eingliedern sollte. Die beiden abtrünnigen Gebiete lehnten den Plan ab. Nach der Errichtung eines Kontrollpunktes an der Transkaukasischen Fernstraße durch Georgien verschlechterten sich die Beziehungen deutlich. Wiederholt kam es zu Schusswechseln zwischen georgischen und südossetischen Einheiten. Ein im Juli 2004 in Moskau unterzeichnetes Waffenstillstandsabkommen konnte die Region nicht dauerhaft befrieden. 2005 stellte Saakaschwili bei der Parlamentarischen Versammlung des Europarats einen weiteren Friedensplan vor, der eine gemeinsame Republik vorsah. Der südossetische Führer Eduard Kokoity lehnte diesen aber erneut ab. Ende 2006 führten sowohl die Separatisten als auch die sich zu Georgien zählenden Südossetier konkurrierende Volksabstimmungen und Präsidentschaftswahlen durch, an denen die Gegenseite nicht teilnehmen konnte. Während erstere nahezu einheitlich für eine Unabhängigkeit stimmten, sprachen sich letztere genauso geschlossen für eine Wiedervereinigung aus. Der Europarat nannte das südossetische Referendum „ungerecht, unnötig und nicht hilfreich“, während das russische Außenministerium erklärte, man hätte es mit einer „freien Meinungsäußerung des Volkes“ von Südossetien zu tun, die durch „demokratische Prozeduren“ zustande gekommen sei.
Schon jahrelang gab es Scharmützel zwischen Georgien und den Separatisten. Der ehemalige georgische Verteidigungsminister Irakli Okruaschwili erklärte im September 2008, dass Georgien bereits 2005 eine Militäroperation zur Rückeroberung Südossetiens und Abchasiens geplant habe. Am 22. Januar 2006, während der Heizperiode, unterbrachen zwei Explosionen die Erdgas-Pipeline aus Nord-Ossetien nach Tiflis; zur gleichen Zeit kam es in derselben Gegend durch Sabotage an Elektrizitätsleitungen auch zu Stromausfällen in Georgien. Am 27. September 2006 verhaftete Georgien vier russische GRU-Offiziere und elf georgische Staatsangehörige wegen Spionageverdachts. Am Tag darauf berief Russland seinen Botschafter Wjatscheslaw Kowalenko und weitere Mitarbeiter aus Tiflis zurück. Präsident Putin bezeichnete die Verhaftung als Geiselnahme und Staatsterrorismus. Am 2. Oktober übergab Georgien die russischen Geheimdienstler an die OSZE; sie reisten noch am selben Tag nach Moskau. Tags darauf brach Moskau alle Bahn-, Luft- und Postverbindungen nach Georgien ab; EU und USA plädierten vergeblich gegen diese Maßnahmen.
Im August 2012 berichtete Putin, dass der russische Generalstab mit seiner Einwilligung schon ab etwa Ende 2006 Pläne entwickelt hatte, um auf mögliche georgische Aggressionen gegen Südossetien militärisch zu reagieren, inklusive des Trainings freiwilliger separatistischer Einheiten.

### Geopolitischer Hintergrund

Die Republiken des Kaukasus

Für Russland gilt die Kaukasusregion als „Nahes Ausland“, in dem es für sich Sicherheitsinteressen reklamiert. Während es seit Jahren die teilweise bewaffneten Unabhängigkeitsbewegungen in Tschetschenien, Inguschetien und Dagestan ablehnt, unterstützte es schon früh die Sezessionisten in Südossetien und Abchasien finanziell, militärisch und personell, wenn auch eine formelle Anerkennung als unabhängige Staaten mit Blick auf die eigenen Minderheiten zunächst vermieden wurde. Russland bot den Südosseten kostenlose medizinische Versorgung und Schulbildung, die Einwohner konnten zudem russische Mobilfunknetze benutzen.
Südossetien und Abchasien waren seit Anfang der 1990er Jahre de facto unabhängig, auch wenn dies bis 2008 von keinem souveränen Staat weltweit anerkannt wurde.
Die Mehrheit der Südosseten (85 %) und Abchasier nutzte die Möglichkeit der erleichterten Einbürgerung von ehemaligen Bürgern der Sowjetunion und nahm die russische Staatsbürgerschaft an. Moskau fühlte sich dadurch in seiner Ansicht bestätigt, es müsse im Kaukasus seine Staatsbürger schützen. Die vereinfachte Einbürgerung war zeitweilig ausgesetzt und wurde 2005 wieder möglich, nachdem von einigen Beobachtern massive Kritik am russischen Einbürgerungsgesetz von 2002 geäußert worden war. Die Vergabe von Staatsbürgerschaften in umstrittenen Gebieten durch einen der Konfliktpartner gilt als völkerrechtlich umstritten. Im Weiteren wies Russland von September 2006 bis Januar 2007 mindestens 4600 Georgier menschenrechtswidrig aus Russland aus.
Die Vereinigten Staaten sehen Georgien und Aserbaidschan, die beide zur Koalition der Willigen gehörten, als einen wichtigen Brückenkopf in der bis nach Zentralasien und Iran angrenzenden Region. In den letzten Jahren ließen die Vereinigten Staaten Georgien moderne Militärausrüstung zukommen und investierten in die Ausbildung georgischer Soldaten. Im Zeitraum von 2003 bis 2008 hatte Georgien zudem seinen Verteidigungsetat von 18 auf 900 Millionen Dollar gesteigert. Darüber hinaus hatten mehrere NATO-Staaten den Wunsch, Georgien vom Standard des IPAP (Individual Partnership Action Plan) zu MAP (Membership Action Plan) aufzuwerten, der direkten Vorstufe eines NATO-Beitritts. Dies wurde am 3. April 2008 auf dem NATO-Gipfel in Bukarest abgelehnt, Georgien aber grundsätzlich die Möglichkeit für einen NATO-Beitritt bestätigt. Die Diskussionen über Südossetien führten – neben anderen Gründen – dazu, dass die NATO-Mitgliedsstaaten die Anpassung des KSE-Vertrags (AKSE) nicht ratifizierten. Russland setzte den KSE-Vertrag daraufhin am 14. Juli 2007 außer Kraft. Kurz nach dem NATO-Gipfel baute Russland die Beziehungen mit Südossetien weiter aus.
Die Europäische Union unterzeichnete 2006 ein Nachbarschaftsabkommen mit Georgien, ähnlich jenen mit Armenien und Aserbaidschan. Dem Land soll dadurch der Zugang zum europäischen Binnenmarkt erleichtert werden.
Russland sieht im amerikanischen Engagement in Georgien den Versuch, eine unipolare Welt unter der Führung der USA aufzubauen.
Eine im November 2007 im georgischen Parlament vorgestellte Risikoanalyse des georgischen Verteidigungsministeriums wies die Wahrscheinlichkeit einer großangelegten Invasion von Georgien durch andere Staaten als „extrem gering“ mit in Zukunft „sinkender Tendenz“ aus.

## Kriegsverlauf

### Weg in den Krieg

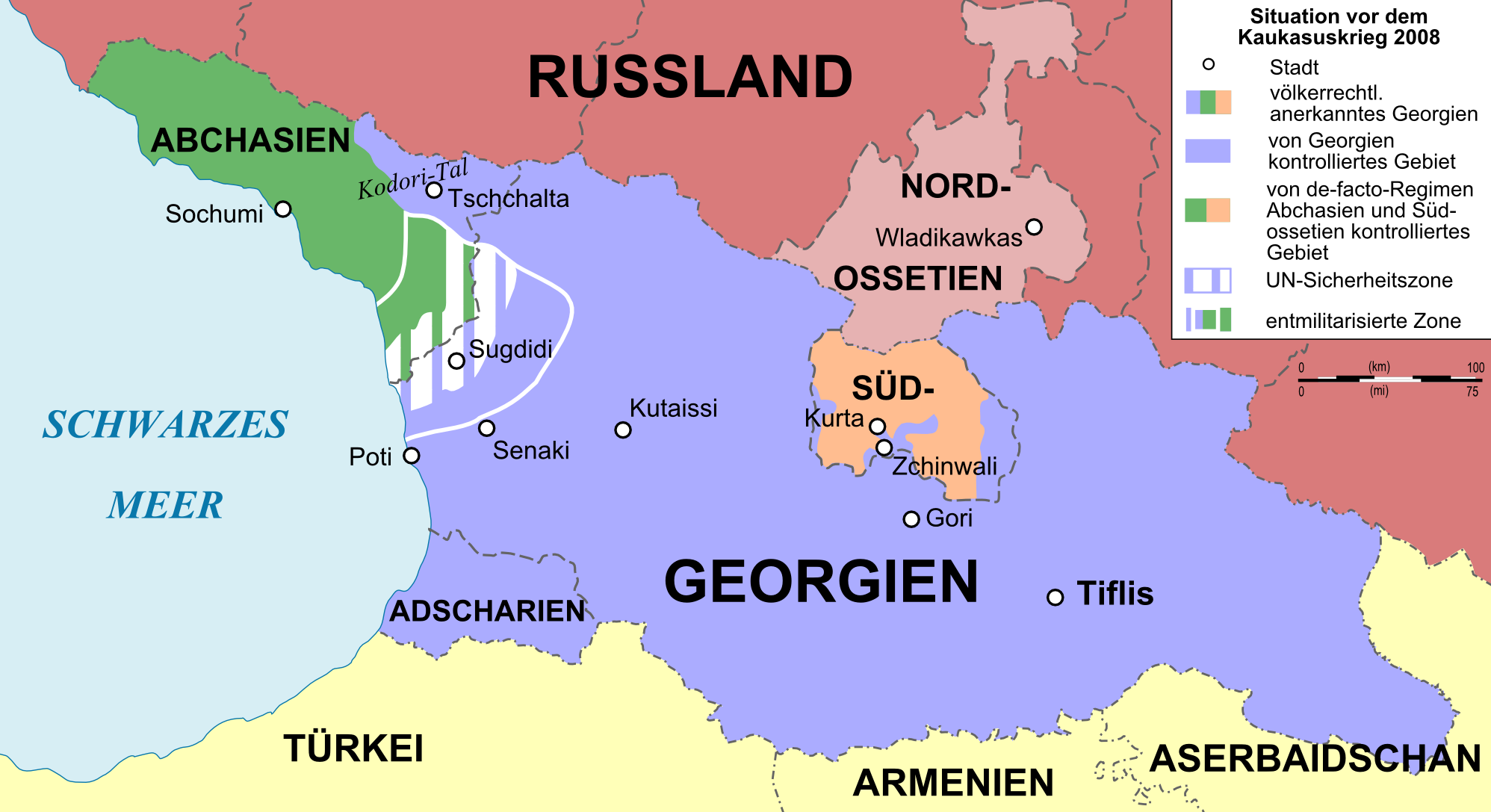
Ausgangssituation in Georgien vor dem Krieg

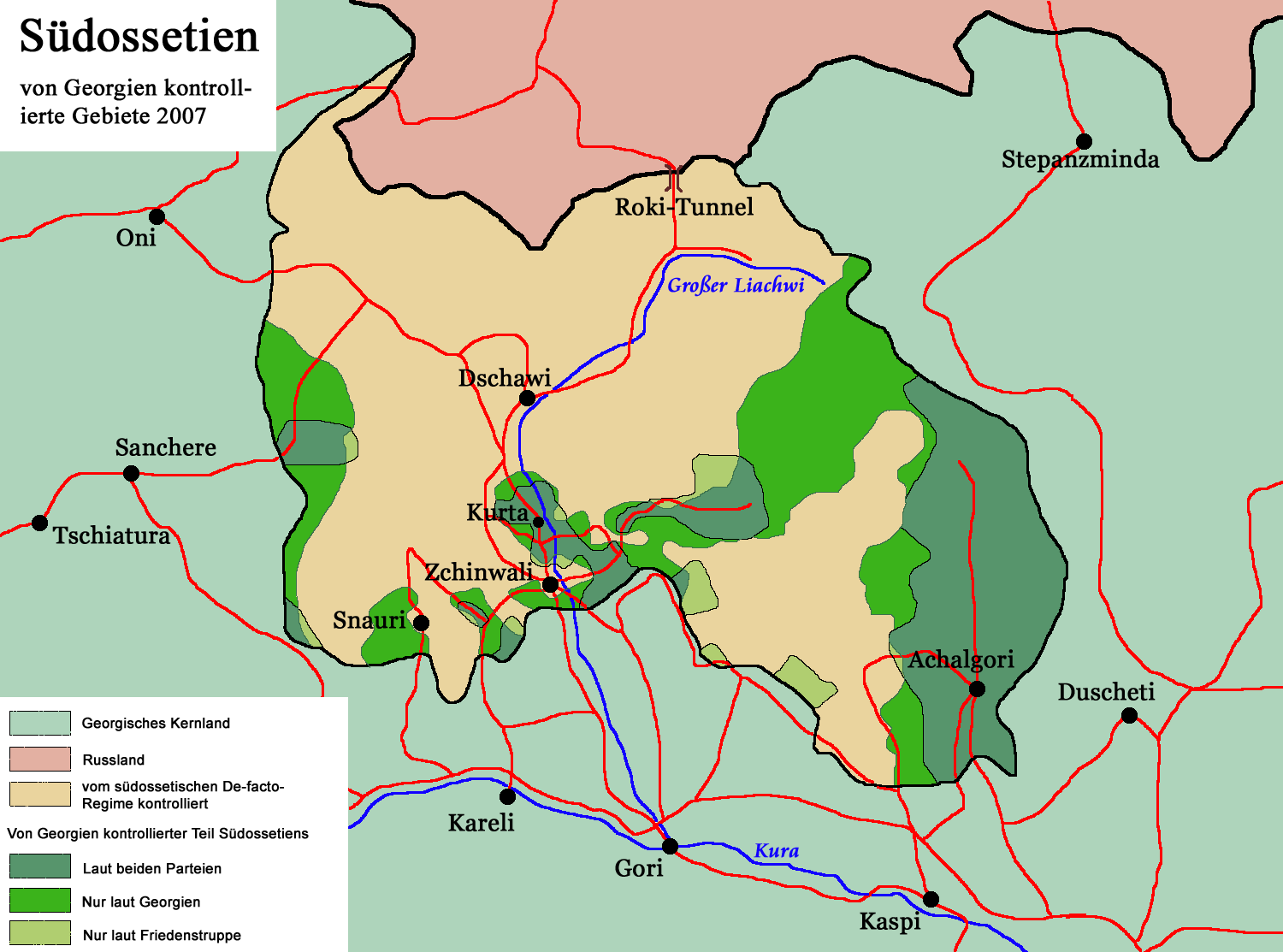
Von Georgien kontrollierte Teile Südossetiens vor dem 8. August 2008

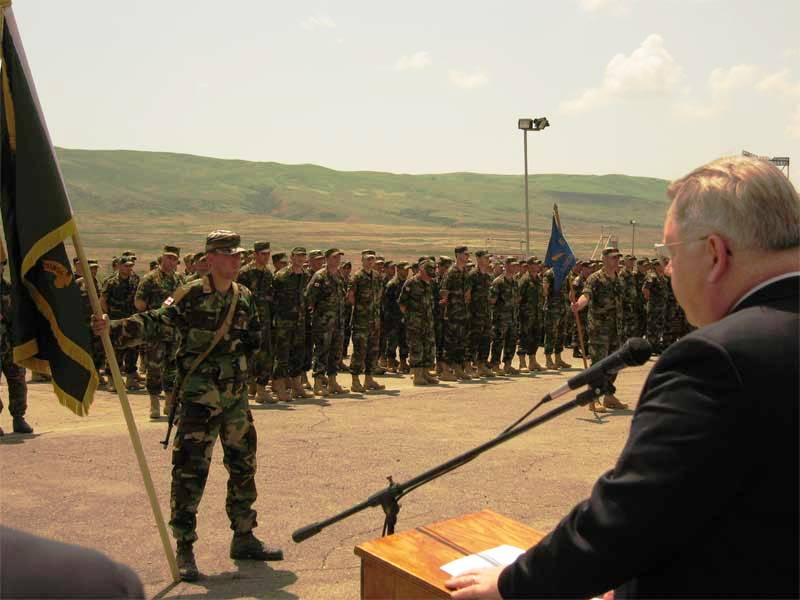
US-Botschafter John F. Tefft spricht zu georgischen Absolventen des II. Georgia SSOP-Programms

Es waren jahrelange Vorbereitungen für einen Angriffskrieg von Seiten Russlands bekannt. Ab 2006 hielt Russland größere Militärübungen im Kaukasus ab und erhöhte das Kontingent seiner Truppen in Abchasien auf die maximal erlaubte Mannstärke von 3.000. Im Frühjahr 2008 verdichteten sich diese Hinweise. Eine der schon Jahre andauernden Vorbereitungen war die Vergabe von russischen Staatsbürgerschaften an Abchasier und Ossetier. Laut Gerhard Mangott hatte Russland Saakaschwili provoziert, einen Fehler zu machen, der die militärische Intervention rechtfertigen konnte.
Am 1. März 2008 wurde der russische General Wassili Lunew zum Verteidigungsminister Südossetiens ernannt. Am 6. März 2008 hob Russland die Sanktionen auf, welche die Gemeinschaft Unabhängiger Staaten 1996 gegen Abchasien verhängt hatte. Europäische Außenminister wie Dimitrij Rupel und Carl Bildt warnten daraufhin vor einer Annexion.
Am 21. März beschloss die russische Duma, Abchasien und Südossetien als eigenständige Staaten anzuerkennen. Schon vor der internationalen Anerkennung des Kosovo im Februar 2008 hatte Russland angekündigt, nach einem solchen Schritt würden auch Südossetien und Abchasien ihre Unabhängigkeit erklären. Die EU erklärte dagegen ihre Unterstützung für die territoriale Integrität Georgiens und betonte den Einzelfallcharakter des Kosovo.
Am 21. April 2008 drang eine georgische Aufklärungsdrohne in den Luftraum über Abchasien ein und wurde über dem Schwarzen Meer von einem russischen Kampfflugzeug abgeschossen. Russland bestritt dies zunächst. Der UN-Sicherheitsrat, der den russischen Abschuss am 26. Mai bestätigte, betonte, der Abschuss der Drohne durch ein russisches Kampfflugzeug wie auch der Einsatz von Drohnen durch die georgische Seite verstießen gegen das Moskauer Abkommen von 1994, das nur die Präsenz von Friedenstruppen der Gemeinschaft Unabhängiger Staaten in Abchasien erlaubte.
Im Mai 2008 schickte Russland Eisenbahntruppen, angeblich zur Erneuerung der Schienenwege, nach Abchasien. Diese Truppen waren keine zugelassenen Friedenstruppen. Georgien nahm dies zum Anlass, seine Streitkräfte in erhöhte Gefechtsbereitschaft zu versetzen. Später wurden die Schienenwege verwendet, um 9000 russische Soldaten in das Land zu transportieren.
Im Juni 2008 meldete die OSZE nahezu täglich militärische Zusammenstöße in den Konfliktgebieten. Die Chefin der OSZE-Mission für Georgien, Terhi Hakala, berichtete, dass OSZE-Beobachter angegriffen würden und die Konfliktparteien nicht miteinander sprächen. Die russische Armee trainiere südossetische Milizen: Diese Milizen forcierten die Eskalation zum Sommer 2008 hin immer offener mit „Schießereien und Anschlägen“, der EU-Bericht sprach von „Provokationen und Zwischenfällen“.
Die Tötung eines südossetischen Milizenführers und ein Anschlag auf Dimitri Sanakojew, Chef der gegenüber Georgien loyalen „Gegenregierung“ in Südossetien, am 3. Juli 2008, führten für zwei Tage zu Granatgefechten. Die südossetische Regierung beschuldigte Georgien, seine Stellungen auszubauen. US-Außenministerin Condoleezza Rice rief beide Seiten auf, provokative Handlungen zu unterlassen.
Am 9. Juli drang die russische Luftwaffe mehrfach in den georgischen Luftraum ein, gemäß russischer Erklärung, „um die Heißsporne in Tiflis abzukühlen“. Mehr als eine „Missbilligung“ durch Javier Solana als Hoher Vertreter für die Gemeinsame Außen- und Sicherheitspolitik der EU konnte Georgien trotz diplomatischer Anstrengungen in diesem Fall nicht erreichen; die Jamestown Foundation hatte über mehrere Jahre festgestellt, dass Scharmützel in Georgien während der Ferien der EU-Offiziellen im August stattfanden.
Am 15. Juli 2008 begannen russische Truppen der 58. Armee und der 4. Luftarmee mit etwa 8000 Soldaten und 700 Fahrzeugen auf den Gebieten von Nordossetien, Tschetschenien, Inguschetien, Kabardino-Balkarien und Karatschai-Tscherkessien mit Militärmanövern. Am selben Tag begannen daraufhin auch US-Truppen gemeinsam mit georgischen, armenischen, aserbaidschanischen und ukrainischen Truppen Militärmanöver bei Wasiani.
Am 27. Juli 2008 wurden OSZE-Beobachter durch südossetische Truppen gehindert, Berichte über Stellungsbau nahe Chorbauli zu überprüfen.
Am 31. Juli wurden sechs georgische Polizisten bei einem Bombenanschlag in Eredwi an der ossetischen Grenze verletzt. Hier führt die Straße von Georgien in den von Tiflis kontrollierten Teil Südossetiens. Tags darauf begannen Einheiten der südossetischen Regierung von Eduard Kokoity, unter Missachtung des Waffenstillstandsabkommens von 1992, georgische Dörfer zu beschießen. Nach Einschätzung des britischen Historikers Mark Galeotti bestand das Ziel offensichtlich darin, Saakaschwili zu einer Aktion zu provozieren, die Russland als Vorwand dienen konnte. Es brachen heftige Kämpfe zwischen georgischen Truppen und den südossetischen Paramilitärs aus. Es gab auf beiden Seiten Tote und Verletzte. Südossetien gab den Verlust von drei eigenen Soldaten durch georgisches Scharfschützenfeuer bekannt. Die georgische Seite belegte Zchinwali mit Artilleriefeuer, dem drei Zivilisten zum Opfer fielen. Beide Seiten beschuldigten sich gegenseitig, die Kämpfe begonnen zu haben. Außerdem meldete die Regierung Kokoity die Ankunft von 300 Kämpfern aus Nordossetien, die die eigenen Milizen unterstützen wollten.
Am 1. August wurden nach Angaben des südossetischen Präsidenten in Georgien 5000 Reservisten einberufen und mit einer allgemeinen Mobilmachung begonnen. Die russische Regierung erlaubte ab 3. August die Evakuierung von südossetischen Zivilisten nach Nordossetien. Vorwürfe Georgiens, russische Friedenstruppen hätten die Südosseten in den Kämpfen in den Vortagen unterstützt, wurden von Moskau zurückgewiesen. Die russische Nachrichtenagentur Interfax meldete, dass russische Luftlandetruppen zu einem Einsatz in Südossetien bereitstünden. Südossetische Regierungsvertreter verweigerten ein georgisches Verhandlungsgesuch. Nach Angaben des Premierministers Gurgenidse anlässlich der Pressekonferenz vom 14. August hätten die russischen Medien am 3. August eine massive Propagandakampagne gestartet, welche in einem „selbst bei sowjetischen Maßstäben erstaunlichen“ Maß die eigene Bevölkerung „bombardierte“.
Am 4. August sollen laut Presseberichten fünf Bataillone der russischen 58. Armee in die Nähe des Roki-Tunnels, der Nordossetien mit Südossetien verbindet, verlegt worden sein.
Am 5. August 2008 teilte der südossetische Gesandte, Dmitri Medojew, in Moskau mit, dass russische Freiwillige, überwiegend aus Nordossetien, bereits Südossetien erreicht hätten. Russische Regionen im Nordkaukasus und Vertreter der Kosaken hätten ihre Bereitschaft bekundet, Südossetien zu unterstützen. Ebenfalls am 5. August trafen elf Panzerhaubitzen 2S1 aus Russland im Gebiet ein. Am 6. August waren alle Büros und Läden in Zchinwali geschlossen; die Evakuierung der Bevölkerung wurde eiligst durchgeführt, während zusätzliche Freischärler und russische Journalisten eintrafen: 50 anwesende russische Journalisten wandten sich am 8. August an internationale Institutionen.
Sporadische Kämpfe und Artillerieduelle hielten die nächsten Tage an. Am 7. August verlegte Georgien Panzer, Artillerie und Truppen an die Grenze. Das georgische Innenministerium gab bekannt, dass bis zum 7. August bei den Kämpfen zehn georgische Soldaten getötet worden seien.
Am 7. August sollen, laut georgischen Angaben, südossetische Einheiten georgische Soldaten und Dörfer in Südossetien angegriffen haben. Die georgische Seite behauptete den Verlust eines Schützenpanzers nahe Awnewi. Am Nachmittag (gegen 16 Uhr Ortszeit) sprach das (an sich illegale) südossetische „Verteidigungsministerium“ von einem Beschuss der Stadt „durch Unbekannte“ aus Richtung georgischer Dörfer. Die in Zchinwali angesetzten Friedensgespräche kamen nach Darstellung des georgischen Verhandlungsführers Temur Iakobaschwili nicht zustande, weil die südossetische Delegation und der russische Gesandte Juri Popow nicht erschienen seien. Iakobaschwili hatte die Stadt am 7. August als irritierend menschenleer erlebt. Da die Südosseten nicht erschienen, sprach er mit dem Kommandanten der Friedenstruppen, Marat Kulachmetow. Dieser gab zu, dass die südossetischen Freischärler den Beschuss aus den Stellungen der Friedenstruppen hinaus betrieben, die Friedenstruppen also als Schutzschilde benutzt würden. Iakobaschwili musste Kulachmetows Aussagen so interpretieren, wonach jener vermutlich die Kontrolle über die Freischärler verloren hätte, oder aber, dass diese von „höherer Stelle“ befohlen würden.
Aufgrund dieser Informationen verkündete der georgische Präsident in einer Fernsehansprache gegen 19:10 Uhr Ortszeit die sofortige Bereitschaft seiner Regierung für einen einseitigen Waffenstillstand, Friedensgespräche jeder Art, für eine vollständige Autonomie Südossetiens und eine Generalamnestie. Er kündigte zudem eine einseitige Waffenruhe für die georgischen Streitkräfte in Südossetien an.
Georgische Stellen berichteten von verstärktem Beschuss georgischer Dörfer in Südossetien gegen 22:30 Uhr Ortszeit als einziger Reaktion auf das Angebot des Präsidenten. Beobachter der OSZE konnten kein Artilleriefeuer aus Stellungen der südossetischen Milizen in Zchinwali protokollieren. Am selben späten Abend wurden georgische Regierungs-Internetseiten Opfer von Cyber-Attacken, die bis zum 13. August andauerten. Die Regierung gab bekannt, sie sehe sich gezwungen, „angemessene Maßnahmen“ zu ergreifen. Auch der amerikanische Sicherheitsexperte Richard Clarke berichtete von Cyber-Angriffen gegen Georgien, die mit dem Vorrücken russischer Truppen koordiniert waren.
Der georgische Präsident erklärte später, dass zu diesem Zeitpunkt russische Schützenpanzer durch den Roki-Tunnel von Nord- nach Südossetien unterwegs gewesen seien. Er habe nur die Möglichkeit gesehen, den Konvoi durch Artilleriefeuer zu stoppen. Die Abfolge der Ereignisse und der offiziellen Erklärungen ist widersprüchlich.
Gegen 24:00 Uhr Ortszeit sollen nach georgischen Berichten südossetische Truppen einen Angriff auf die nahe Zchinwali stationierten georgischen Soldaten begonnen haben. Es sollen zehn Georgier getötet worden sein. Auch seien in der Nacht Artillerie, Panzer und RPGs illegal nach Südossetien gebracht worden. Laut den Südosseten war die Nacht vor dem Angriff der Georgier ruhig. Von der südossetischen und russischen Seite wurde argumentiert, dass Saakaschwili den einseitigen Waffenstillstand nur ausrief, um den Gegner in Sicherheit zu wiegen. Die ossetische Seite beschoss nach georgischen Angaben jedoch selbst überwiegend von Georgiern bewohnte Dörfer, nachdem sie deren ossetische Zivilisten evakuiert hatte.
Die Analytiker Pawel Felgenhauer und Andrei Illarionow erklärten, die Militärintervention in Georgien sei von russischer Seite schon lange vorbereitet gewesen; der russische Analytiker Alexandr Golts glaubte, dass der Krieg von Russland nicht zu genau jenem Zeitpunkt geplant war, sondern der Konflikt das Resultat der russischen Strategie der vergangenen Jahre sei. Wie der Krieg begonnen habe, so Brian Ellison, liege in der Strategie Russlands begründet. Im Laufe der Ereignisse, so Fawn 2012, sei es ohnehin nicht möglich, ein Einzelereignis als Beginn des Krieges festzustellen. Armin Huttenlocher zeichnet „das Bild einer sorgfältig durchdachten, penibel orchestrierten Eskalation“ durch Russland, wodurch sich die georgischen Führung zum Angriff habe provozieren lassen, welcher dann wiederum als Legitimation für einen russischen „Verteidigungskrieg“ genutzt werden konnte.

### Georgische Offensive – Beginn des Fünf-Tage-Krieges

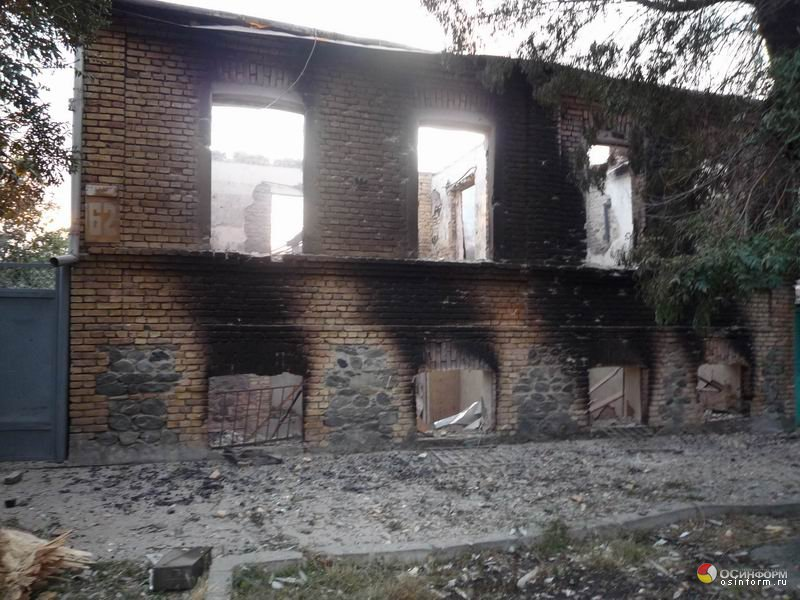
Zerstörungen in Zchinwali nach dem georgischen Artilleriebeschuss

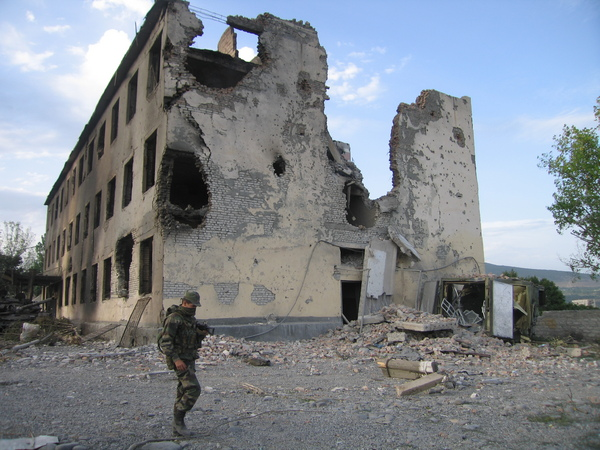
Angegriffene Kaserne russischer Friedenstruppen in Zchinwali

Am 8. August um 0:53 Uhr Ortszeit (am 7. August um 20:53 Uhr UTC) berichtete eine russische Agentur, dass georgische Kräfte am Vorabend aus den Grenzsiedlungen Nikosi und Ergneti die Stadt Zchinwali mit Mörsern beschossen und dabei auch die als Flüchtlingsroute dienende Straße in Richtung Russland ins Visier genommen hätten.
Nach dem nächtlichen Beschuss der Hauptstadt Südossetiens mit Haubitzen, BM-21 Grad und LAR-160 Mehrfachraketenwerfern sowie Mörsern drang die georgische Armee mit Kampfpanzern und Transportpanzern in Richtung Zchinwali vor. Die georgischen Streitkräfte rückten in einer Formation eines umgekehrten Dreiecks auf Zchinwali vor, mit der 3. und 4. Brigade an beiden vorderen Enden und der Artillerie im Hintergrund. Die 2. Brigade blieb in Reserve. Trotz der südossetischen Gegenwehr kontrollierte die georgische Armee am Ende des Tages einen großen Teil der Stadt. Bereits am frühen Morgen hatte der georgische Wiedervereinigungsminister Temur Jakobaschwili erklärt, die Stadt sei nahezu eingeschlossen und zwei Drittel Südossetiens werde von Georgien kontrolliert. Laut georgischen Angaben war die Stadt um 14:30 „zu 100 Prozent unter georgischer Kontrolle“. Danach sei ein dreistündiger Waffenstillstand ausgerufen worden, damit Verwundete versorgt werden und Flüchtlinge die Stadt verlassen konnten. Nach südossetischen und russischen Angaben wurden durch die georgische Offensive 30.000 Zivilisten vertrieben, das hätte jedoch der gesamten Bevölkerung der bereits zuvor zum Großteil evakuierten Stadt entsprochen. Die Zahl der getöteten südossetischen Zivilisten wurde von Russland zunächst auf über 2000 beziffert, später auf 1400 und schließlich im Dezember auf 162 korrigiert.
Kurze Zeit darauf gab Georgien bekannt, auch die Kontrolle über die Dörfer Snauri, Sarabuk, Chetagurow, Atoci, Kwemo Okona, Dmenisi, Muguti und Didmucha erlangt zu haben. Die südossetischen Truppen seien geflohen.
Während der georgischen Offensive wurden auch russische Friedenstruppen angegriffen, die in Zchinwali seit 1992 mit einem GUS-Mandat zusammen mit georgischen Truppen stationiert waren. Bereits am ersten Tag wurden 15 russische Soldaten getötet. Ihre Garnison wurde unter Beschuss genommen, nachdem ein ossetischer Offizier vom Dach der Basis, aus einem Beobachtungsposten heraus, Artilleriefeuer gegen die anrückenden Georgier koordiniert hatte. Nach georgischer Sicht handelte man aus Selbstverteidigung. Die Friedenstruppen seien vorab aufgefordert worden, sich aus Kämpfen herauszuhalten.

### Russisches und abchasisches Eingreifen

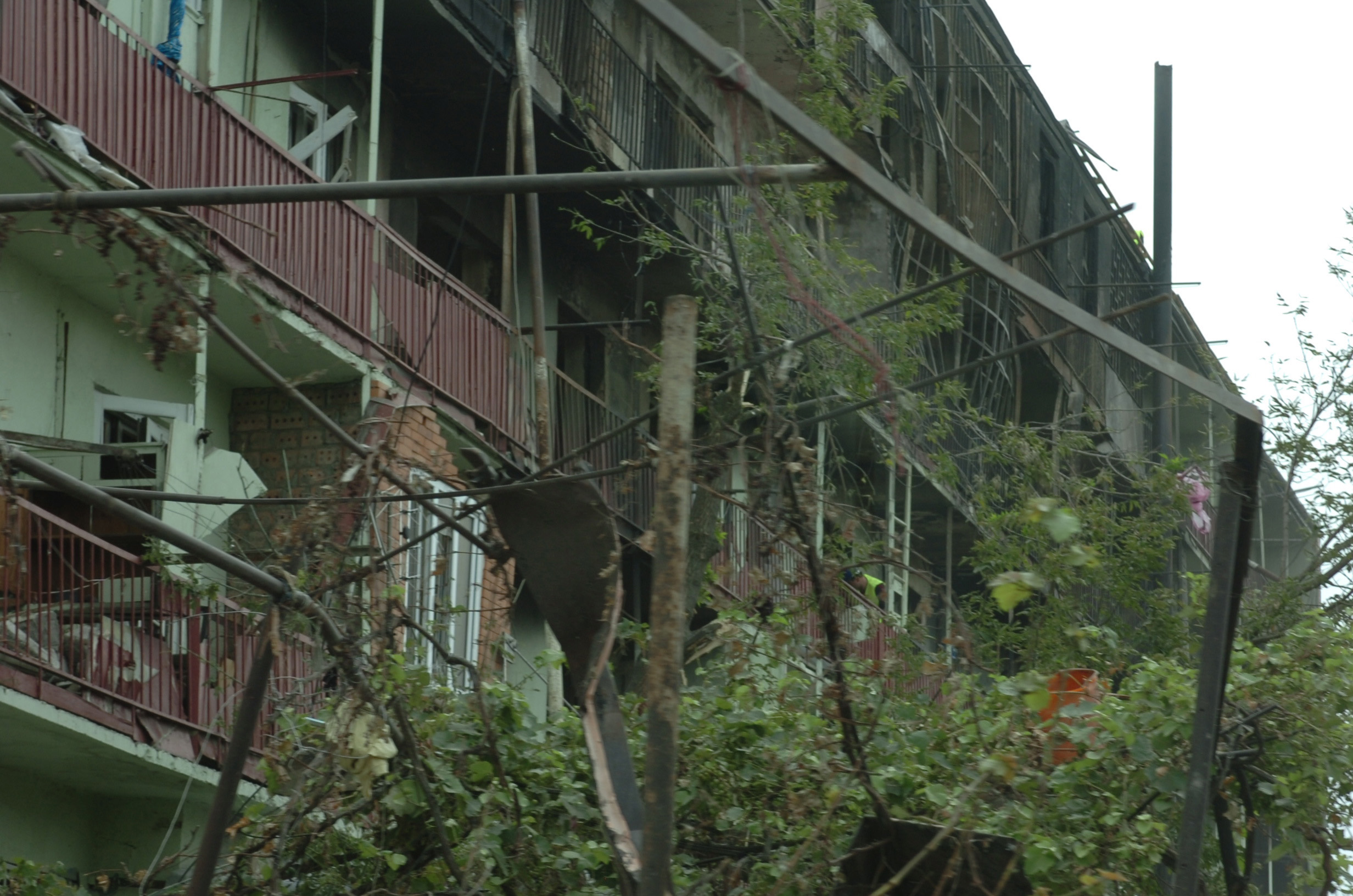
Ausgebranntes Gebäude in Gori

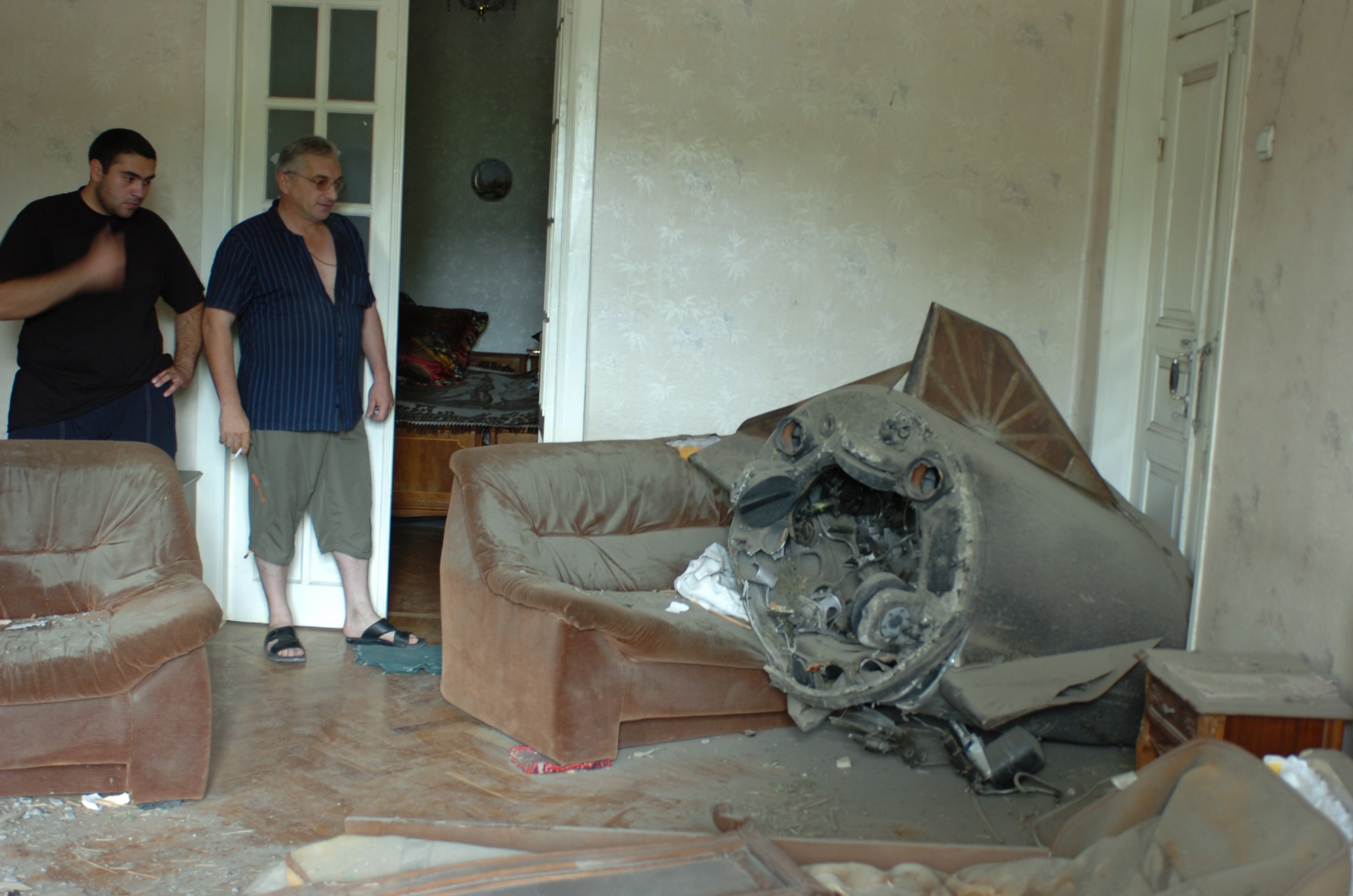
Teile einer russischen 9M723-Rakete in einem Wohnzimmer in Gori

Um 5:30 Uhr Ortszeit durchquerte nach georgischen Angaben ein russischer Konvoi mit 150 Panzern den Roki-Tunnel und stieß auf der Transkaukasischen Fernstraße in Richtung
Zchinwali vor. Daraufhin versuchten georgische Einheiten, die Kurta-Brücke wenige Kilometer nördlich der südossetischen Hauptstadt zu sprengen, was aber nach georgischen Angaben durch den Angriff russischer Truppen um 6:00 Uhr verhindert wurde, so dass die strategisch wichtige Brücke nur beschädigt wurde und die georgischen Truppen sich zurückziehen mussten. Andere Augenzeugen berichteten, dass die Russen erst einige Stunden nach 6:00 Uhr angegriffen hätten. Beobachter des Institute for War and Peace Reporting konnten keine zerstörten Brücken im Gebiet um Kurta finden. Es scheint, dass die russischen Truppen bestens über die starken georgischen Truppenbewegungen vor und bei Ausbruch des Krieges informiert waren und sehr schnell reagieren konnten.
Russland beantragte um 8:00 Uhr  eine Sitzung des UN-Sicherheitsrats unter Beteiligung Georgiens, die zwei Stunden später abgehalten wurde. Die Teilnehmer konnten sich aber nicht auf einen gemeinsamen Aufruf zur Einstellung der Feindseligkeiten einigen.
Der russische Ministerpräsident Wladimir Putin hielt sich am 8. August wegen der Eröffnungsfeier der Olympischen Sommerspiele in Peking auf und machte bei seiner Rückkehr einen Zwischenstopp im Kaukasus. Putin verurteilte das georgische Vorgehen als aggressive Maßnahme, die Russland zur Vergeltung veranlasse.
Das offizielle Eingreifen Russlands in den Krieg um die abtrünnige georgische Region begründete die russische Regierung unter anderem mit dem Schutz der dortigen und der in Abchasien lebenden Bevölkerung vor der Gewalt der georgischen Truppen. Ministerpräsident Putin warf Georgien vor, an den Osseten Völkermord zu begehen, diese Behauptung, welche Russia Today nonstop als Kriechtext am unteren Bildrand laufen hatte, wurde aber von der Independent International Fact-Finding Mission on the Conflict in Georgia (IIFFMCG) widerlegt. Nach georgischen Angaben begannen um 16:30 am Freitag russische Bombardierungen im georgischen Kernland, was von russischer Seite für diesen Zeitpunkt bestritten wurde.
Der abchasische Präsident Sergei Bagapsch berief eine Sondersitzung des nationalen Sicherheitsrats ein, der die Verlegung von Truppen an die georgische Grenze sowie die Entsendung von 1000 Kriegsfreiwilligen nach Südossetien beschloss.
Bereits wenige Stunden nach der georgischen Meldung über die Einnahme der südossetischen Hauptstadt Zchinwali begann mobile russische Artillerie aus dem Gebiet um die Stadt Dschawa mit dem heftigen Beschuss vermuteter georgischer Positionen in der georgischen Enklave Kurta und von georgischen Stellungen in Zchinwali.
Die russische 58. Armee besetzte gegen 18:20 Ortszeit nördliche Teile von Zchinwali. Auch rund 200 Kriegsfreiwillige aus Nordossetien trafen in Südossetien ein.
Am 9. August rief die georgische Regierung das Kriegsrecht aus. Georgien meldete Angriffe der russischen Luftwaffe auf insgesamt 15 georgische Städte, darunter auf Poti und verschiedene Gemeinden im oberen Kodori-Tal. Auch die Baku-Tiflis-Ceyhan-Pipeline soll nach Angaben des georgischen Premierministers Lado Gurgenidse bombardiert, wenn auch nicht getroffen worden sein. Der Mehrheitseigentümer des Pipeline-Konsortiums BP bestätigte diese Angriffe nicht. Daneben bombardierten um 10:00 Ortszeit vier Tupolew Tu-22M3 den Flughafen Kopitnari. Die Bomber waren zuvor auf der Luftwaffenbasis Mosdok gestartet und führten je 27 FAB-250 Bomben mit.
Soldaten des russischen 234. Luftlande-Regiments aus Pskow marschierten am 9. August gegen Mittag in Zchinwali ein. Zusätzlich verlegte Russland Einheiten der 98. Luftlandedivision (217. oder 229. Luftlande-Regiment) aus Iwanowo sowie Spezialeinheiten des 45. Aufklärungsregiments nach Südossetien. Rund zwölf georgische Panzer sollen am Südrand von Zchinwali zerstört worden sein. Die heftigsten Kämpfe fanden am Nachmittag des 9. August statt, als das Führungsbataillon der russischen 58. Armee unter Panzer- oder Artilleriebeschuss und anschließend in einen Hinterhalt der georgischen Spezialkräfte geriet. Dabei erlitten die russischen Truppen schwere Verluste und verloren fast alle Fahrzeuge. General Chruljow sowie zwei begleitende Journalisten wurden bei dem Angriff verwundet. Am 11. August trafen russische Fallschirmjäger in Abchasien ein.
Rund 2000 georgische Soldaten, die als Teil der Koalitionsstreitkräfte in der irakischen Provinz Diyala und in Bagdad stationiert waren, wurden am 11. August durch eine US-amerikanische Luftbrücke nach Georgien zurückgeflogen.
Bei einem Angriff auf Gori am Morgen des 12. August wurde der niederländische Kameramann Stan Storimans getötet, ein weiterer Kollege wurde verletzt; insgesamt sollen fünf Menschen gestorben sein. Nach verschiedenen Berichten bombardierten russische Kampfflugzeuge die Stadt. Von Experten der UNO ausgewertete Satellitenfotos stellten jedoch nur geringe Schäden in Gori fest.
Am 12. August drangen abchasische und russische Truppen in den georgischen Verwaltungsbezirk Ober-Abchasien im oberen Kodori-Tal vor und besetzten die Verwaltungshauptstadt Tschchalta.

### Rückzug der georgischen Truppen

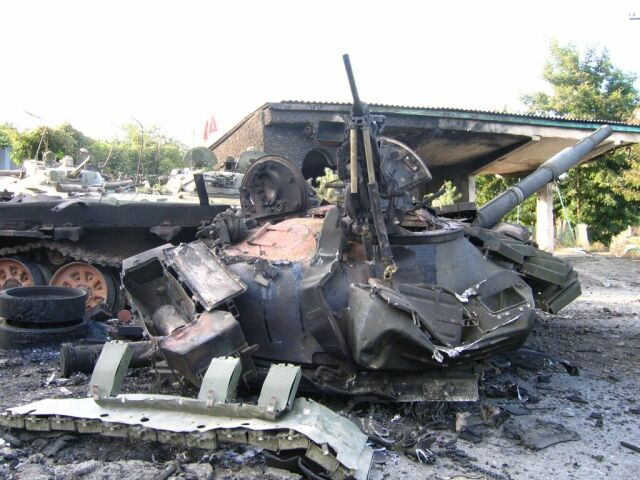
Georgisches Panzerwrack in Zchinwali

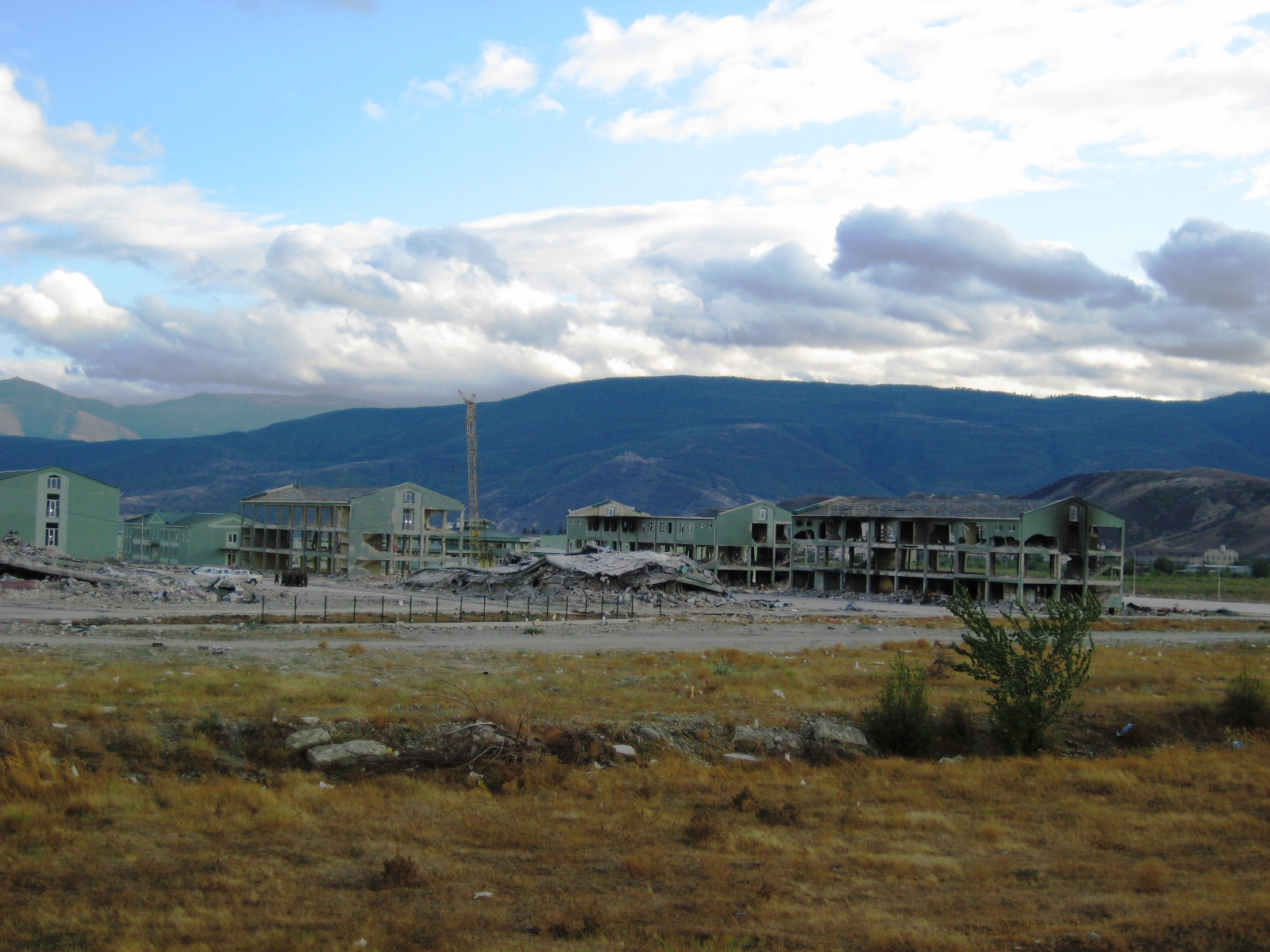
Zerstörte georgische Militärbasis nahe der Stadt Gori

Georgien gab am 10. August 2008 bekannt, seine Truppen aus Südossetien zurückgezogen zu haben.
Präsident Saakaschwili musste einen Besuch in der Stadt Gori mit dem französischen Außenminister Bernard Kouchner, der als Vermittler nach Georgien gereist war, aufgrund eines befürchteten russischen Luftangriffs am Abend des 11. August abbrechen. Mit der Offensive in der Umgebung von Gori erreichte die russische Führung eine Unterbrechung der Hauptverbindung von Tiflis in den Westen des Landes, womit georgische Truppen in Abchasien und in der Stadt Senaki eingekesselt waren und das Land praktisch in zwei Hälften geteilt wurde.
Augenzeugenberichten und Aufnahmen zufolge war der Rückzug der georgischen Truppen eher eine Flucht unter massenweiser Zurücklassung von Kriegsgerät.
Gori, Senaki, Poti und andere georgische Städte wurden ohne Gegenwehr den russischen Streitkräften überlassen. Zeitungsberichten zufolge verlief die Flucht aus Gori am Abend des 11. August in Panik und Unordnung.
Am Abend des 11. August zogen sich die russischen Truppen wieder aus der Stadt Senaki zurück, in der sie die Offensive einer georgischen Infanteriebrigade verhindern sollten.
Am 12. August ordnete der russische Präsident Dmitri Medwedew die Einstellung der Kampfhandlungen in Georgien an. Die Operation im Südkaukasus sei abgeschlossen, sagte er nach Angaben der Agentur Interfax.
Am 13. August kontrollierten trotz gegenteiliger Ankündigungen noch immer russische Streitkräfte die Stadt Gori. Auch die georgische Hafenstadt Poti und andere Orte außerhalb der umstrittenen Republiken blieben bis zum 13. September von Russen besetzt, darunter der Kolchi-Militärflugplatz bei Senaki. Präsident Saakaschwili kündigte zwischenzeitlich den Austritt Georgiens aus der GUS an.
Als Resultat der Kämpfe waren die 1. und 2. georgische Infanteriebrigade, das unabhängige georgische Panzerbataillon mit Hauptquartier in Gori sowie ein Großteil der georgischen Artillerie nicht länger einsatzbereit. Laut FAZ wurden auch die zwölf georgischen Jagdbomber noch am Boden zerstört sowie alle acht Schiffe der georgischen Marine. Einige dieser Informationen, unter anderem der Verlust aller zwölf Jagdbomber, erwiesen sich später jedoch als falsch. Teilweise wurden russische Flugzeuge durch Eigenbeschuss abgeschossen, weil sie fälschlicherweise für georgische gehalten wurden. Insgesamt verlor die georgische Luftwaffe drei Transportflugzeuge und vier Hubschrauber. Die russischen Truppen verloren bei den Kämpfen drei Panzer, über 20 gepanzerte, sowie 32 nicht gepanzerte Fahrzeuge und sechs oder sieben Kampfflugzeuge, darunter ein Überschallbomber Tu-22M3.
Ungeachtet des Waffenstillstandes setzte nach russischen Angaben die georgische Luftwaffe unbemannte Aufklärungsflüge über Südossetien fort. Nach Angaben des russischen Generalstabs wurde am 27. August ein georgisches unbemanntes Aufklärungsflugzeug über Südossetien abgeschossen.

### Seeblockade gegen Georgien
Die russische Schwarzmeerflotte errichtete russischen Medienberichten zufolge ab dem 9. August mit sieben Kriegsschiffen eine Seeblockade gegen Georgien. Dadurch sollten Lieferungen von Waffen und anderem Kriegsmaterial verhindert werden, berichtete die russische Nachrichtenagentur Interfax unter Berufung auf das russische Marinekommando. Laut Nachrichtenagentur RIA Nowosti erreichten Kriegsschiffe im Schwarzen Meer die Grenze der georgischen Gewässer. Russische Schiffe liefen abchasische Häfen an. Nach russischen Angaben wurde ein georgisches Schnellboot versenkt, das zuvor das Feuer eröffnet haben soll.
Am 14. August drangen vorgeschobene Einheiten der russischen Armee mit Panzern und Infanterie in die georgische Hafenstadt Poti ein und zerstörten mehrere Schiffe der georgischen Marine und Küstenwache an ihren Liegeplätzen.

### Überlegungen eines amerikanischen Eingreifens
Präsident George W. Bush hatte Saakaschwili wiederholt davor gewarnt, sich provozieren zu lassen oder mit Waffengewalt den Status der Regionen ändern zu wollen und ihm mitgeteilt, dass er keine militärische Unterstützung erhalten würde. Außenministerin Condoleezza Rice hatte ihm ebenfalls gesagt, dass er nicht mit Unterstützung durch die NATO rechnen könne.
Nach Angaben des amerikanischen Diplomaten Ron Asmus wurde bei einer Besprechung von George W. Bush, Dick Cheney, Stephen Hadley und anderen amerikanischen Kabinettsmitgliedern am 11. August ein militärisches Eingreifen in Georgien erwogen. Um den Bitten der georgischen Regierung nach militärischer Hilfe zur Schließung der wichtigsten Einfallstraßen russischer Soldaten wie des Roki-Tunnels nachzukommen, seien gezielte militärische Angriffe erwogen worden. Die Runde entschied sich jedoch gegen eine militärische Konfrontation mit Russland.

### Krieg im Internet
Schon am 8. August 2008 bei Kriegsausbruch waren die Internetseiten der südossetischen De-facto-Regierung nicht mehr erreichbar, zudem blockierte Georgiens Regierung alle russischen Internetseiten der Endung .ru, was aber nur vorübergehend erfolgreich war, und machte den Empfang aller russischen Fernsehsender in Georgien unmöglich.
Mutmaßlich russische Hacker legten die Webserver einiger georgischer Regierungsstellen für einige Tage lahm, die Seite des georgischen Außenministeriums war davon jedoch nicht betroffen.

## Kriegsfolgen

### EU-Friedensplan und Reaktionen des Auslands

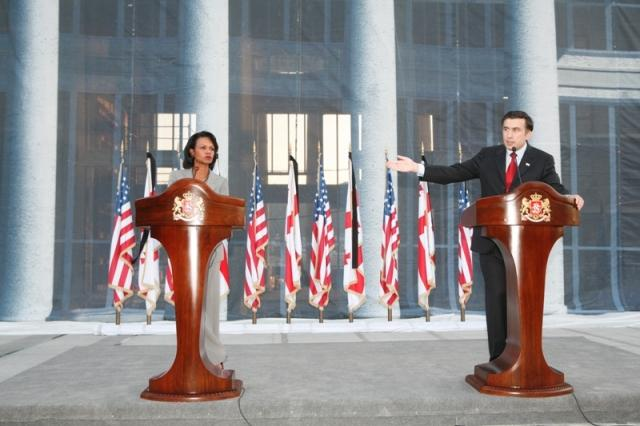
Condoleezza Rice bei einem Solidaritätsbesuch mit Micheil Saakaschwili

Georgien und Russland unterzeichneten am 15. und 16. August 2008 einen Friedensplan, den sogenannten Sechs-Punkte-Plan, für Transkaukasien. Vermittelt wurde er durch den Vorsitzenden des Europäischen Rats, den französischen Präsidenten Nicolas Sarkozy. Der Plan sah unter anderem vor, dass die russischen Friedenstruppen zusätzliche Sicherheitsmaßnahmen ergreifen, bis internationale Mechanismen vereinbart sind. Dies war für Russland die Begründung, Soldaten in sogenannten „Pufferzonen“ solange im georgischen Kernland zu belassen, bis eine internationale Mission dieses Gebiet besetzt und damit die Konfliktparteien trennt. Russland hätte aus dieser Sicht den Sechs-Punkte-Plan streng einhalten müssen und erklärte, es werde ihn auch als Basis für eine zukünftige Resolution des UN-Sicherheitsrats sehen.
Die Mitgliedsstaaten der NATO und der Europäischen Union drängten Russland am 19. August 2008 erneut zu einem sofortigen Abzug aus Georgien. NATO-Generalsekretär Jaap de Hoop Scheffer erklärte bei einem Krisentreffen in Brüssel: „Die Zukunft unserer Beziehungen wird davon abhängen, welche Schritte Russland unternimmt, um das Abzugsversprechen einzulösen, das Präsident Medwedew gegeben hat“. Zuvor wurden die direkten Kontakte im NATO-Russland-Rat bis auf Weiteres ausgesetzt. Außerdem wurde die Einsetzung einer NATO-Georgien-Kommission („NATO Georgia Commission“) beschlossen, die die Aufnahme Georgiens in die NATO vorbereiten helfen soll. Der russische Präsident Dmitri Medwedew gab unterdessen einen Truppenabzug bis zum 22. August bekannt.
Vor der NATO hatte bereits Schweden die militärische Zusammenarbeit mit Russland eingestellt. Die Liberale Volkspartei fordert einen Beitritt des Landes zur NATO und eine Beteiligung der schwedischen Luftwaffe an den NATO-Flugpatrouillen über den baltischen Staaten. Auch Finnlands Außenminister Alexander Stubb forderte, über einen Beitritt zur NATO nachzudenken.
Die Organisation für Sicherheit und Zusammenarbeit in Europa (OSZE) plante mit Zustimmung Russlands und Georgiens die Anzahl von Beobachtern um 100 zu erhöhen. Trotz häufiger Appelle und Verhandlungen hat Russland dem nie zugestimmt. Vor dem Krieg waren 8 OSZE-Beobachter in Südossetien stationiert, aber danach durften sie nicht mehr zurückkehren. Russland erlaubte zunächst nur maximal 20 in den Gebieten nahe der Konfliktzone, aber nicht innerhalb Südossetiens. Russland blockierte schließlich die Verlängerung der Mission per 1. Juli 2009.
Am 8. September 2008 unterzeichnete Präsident Medwedew nach Verhandlungen mit dem amtierenden Ratspräsidenten der Europäischen Union Sarkozy Zusatzvereinbarungen zum Sechs-Punkte-Plan. Diese regelten den Abzug der russischen Friedenstruppen aus dem Kerngebiet Georgiens bis Mitte Oktober, internationale Kontrollmechanismen sowie Beginn und Inhalte der internationalen Gespräche über die Gewährleistung von Sicherheit und Stabilität in der Region.
Die Europäische Union übernahm eine Garantie für den Gewaltverzicht der georgischen Seiten gegenüber Abchasien und Südossetien. Sie sollte rund 300 Beobachter in der Region stationieren. Die ersten Patrouillen der EU-Mission begannen am 1. Oktober 2008, dabei traten allerdings Probleme bei der Kontrolle der Sicherheitszone um Südossetien auf. Russland hatte zuvor zugesichert, bis zum 10. Oktober alle Soldaten aus der Sicherheitszone abzuziehen. Am 8. Oktober bestätigte die georgische Seite, dass Russland alle Truppen aus den Pufferzonen um Südossetien und Abchasien abgezogen habe.

### Flüchtlingsströme aus Südossetien
Die Kriegshandlungen führten zu Flüchtlingsströmen aus Südossetien.
Nach Schätzungen des UNHCR waren 158.000 Zivilisten in Georgien und Südossetien auf der Flucht. Davon sind 30.000 Zivilisten aus Südossetien nach Russland geflohen.
Die Vertreibung der georgischen Bevölkerung aus Südossetien und die Zerstörung von zuvor von Georgiern bewohnten Dörfern wird von der Independent International Fact-Finding Mission on the Conflict in Georgia (IIFFMCG) als Ethnische Säuberung eingestuft. Deutsche Reporter bestätigten die Zerstörung georgischer Dörfer in Südossetien. Kartiert wurden die Zerstörungen im Auftrag der Vereinten Nationen von UNOSAT. Das Gebiet zwischen Kechwi und Zchinwali war am stärksten betroffen.

### Kriegsverbrechen im Zusammenhang mit dem Kaukasuskrieg

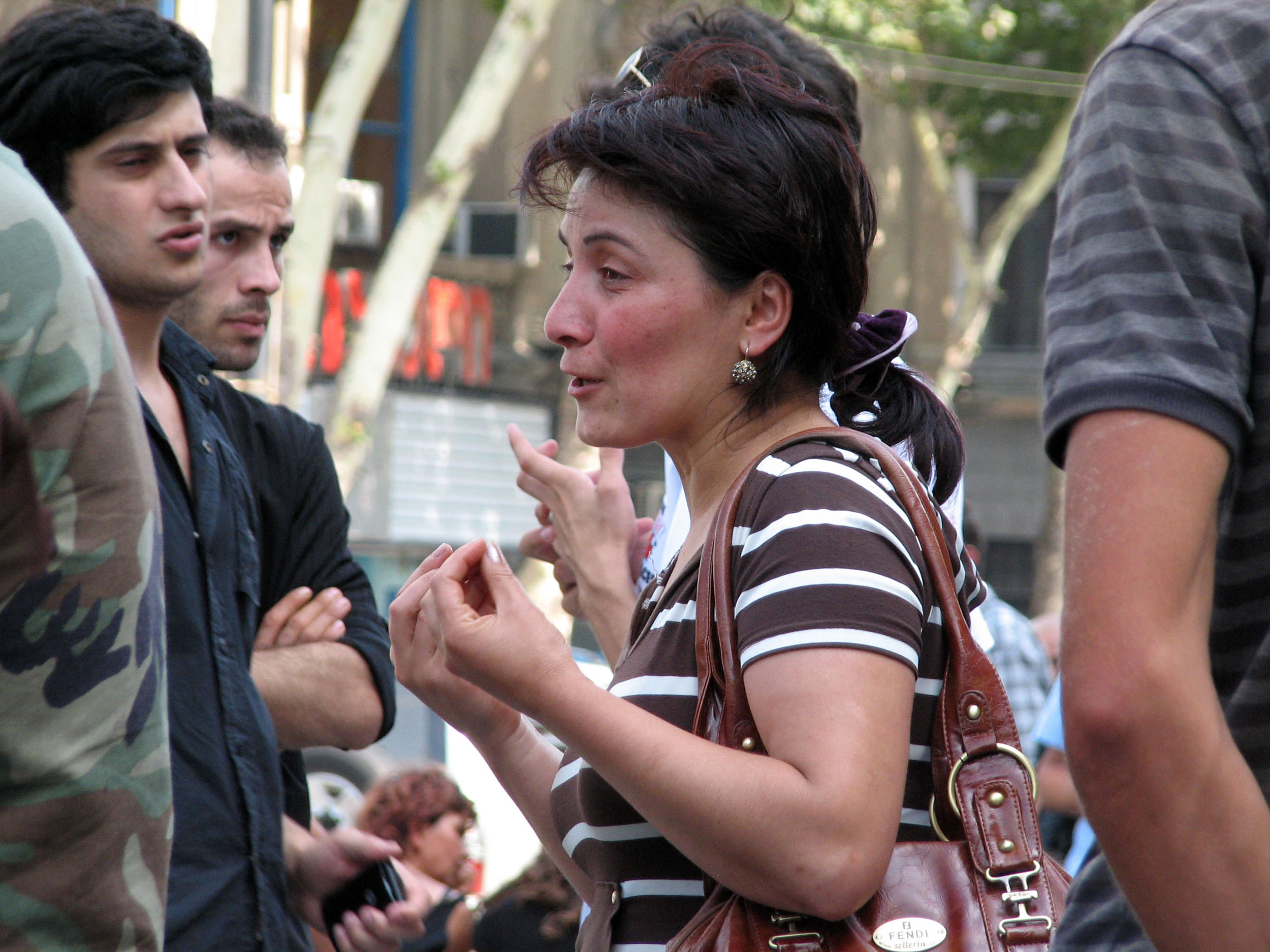
Georgische Flüchtlinge bitten vor dem Parlament in Tiflis um Hilfe

Der Bericht der Independent International Fact-Finding Mission on the Conflict in Georgia (IIFFMCG), erstellt unter Leitung der Schweizer Diplomatin Heidi Tagliavini, schrieb beiden Seiten Verletzungen des internationalen Rechts während des Kaukasus-Konflikts zu. Die Zuordnung zu den Konfliktparteien war aufgrund der teilweise identischen Ausrüstung oft unmöglich.
Im Oktober 2008 berichtete die BBC von Anschuldigungen, dass georgische Soldaten beim Artilleriebeschuss von Zchinwali den Tod von Zivilisten in Kauf nahmen und bei der Erstürmung der Stadt wahllos auf Wohnhäuser und zivile Autos schossen. Vorwürfe, dass Granaten in Keller geworfen worden seien, in denen sich Zivilisten versteckten, konnten nicht von unabhängiger Seite bestätigt werden.
Es kam in den Siedlungen der georgischen Einwohner Südossetiens zu Plünderungen und Brandstiftungen, deren genauer Umfang nicht klar ist. Von der UNO veröffentlichte Satellitenfotos belegen jedoch das Aufflammen zahlreicher Feuer in den Dörfern der georgischen Enklaven um Zchinwali zwischen dem 12. und 19. August 2008 – zu einem Zeitpunkt also, zu dem sich schon seit mindestens zwei Tagen keine georgischen Truppen mehr in dem Gebiet aufhielten. Eine abschließende Bewertung der Ereignisse war ohne eine umfassende Untersuchung am Boden zur damaligen Zeit nicht möglich.
Südossetiens Präsident Eduard Kokoity teilte der russischen Presse gegenüber am 15. August mit, dass es georgischen Zivilisten, die geflohen waren, nicht erlaubt werde, in ihre Siedlungen in Südossetien zurückzukehren. Die Georgier, die sich noch in Südossetien aufhielten, könnten das Gebiet jederzeit durch einen „humanitären Korridor“ verlassen.
Am 26. August teilte der Generalsekretär der Vereinten Nationen mit, dass es vermehrt Berichte über Plünderungen, Raub, Morde und Vertreibungen auf georgischem Gebiet gebe. Dies sei eine Folge fehlender Strafverfolgung in dem Bereich zwischen der Grenze Südossetiens und der Außengrenze der von Russland besetzten Sicherheitszone in Georgien. Auch Südossetiens Präsident berichtete von „Brigantentum“ in diesem „Niemandsland“.

### Militärische Folgen

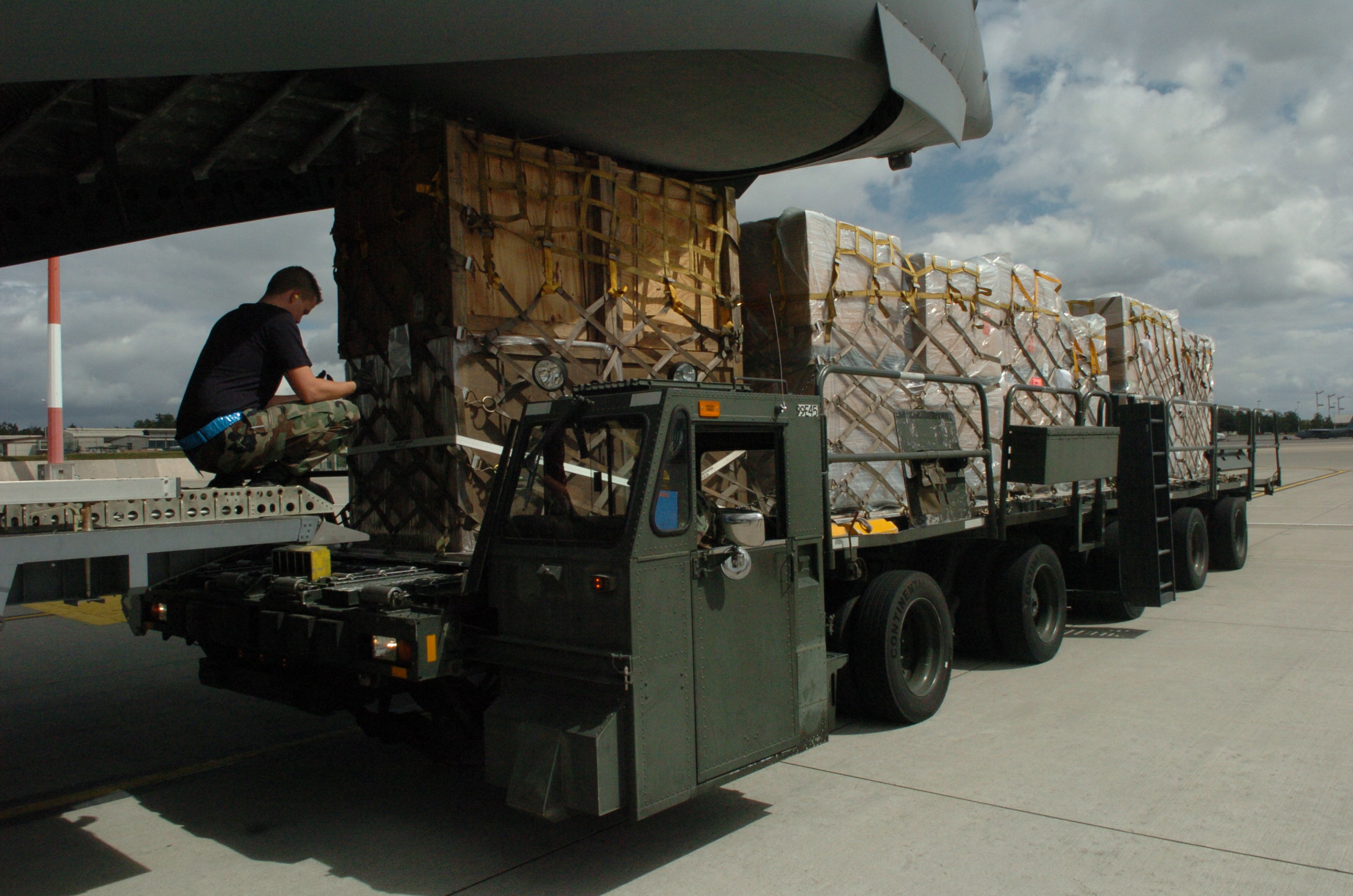
Beladung einer US-Transportmaschine in Ramstein am 13. August, die Hilfsgüter nach Georgien transportierte

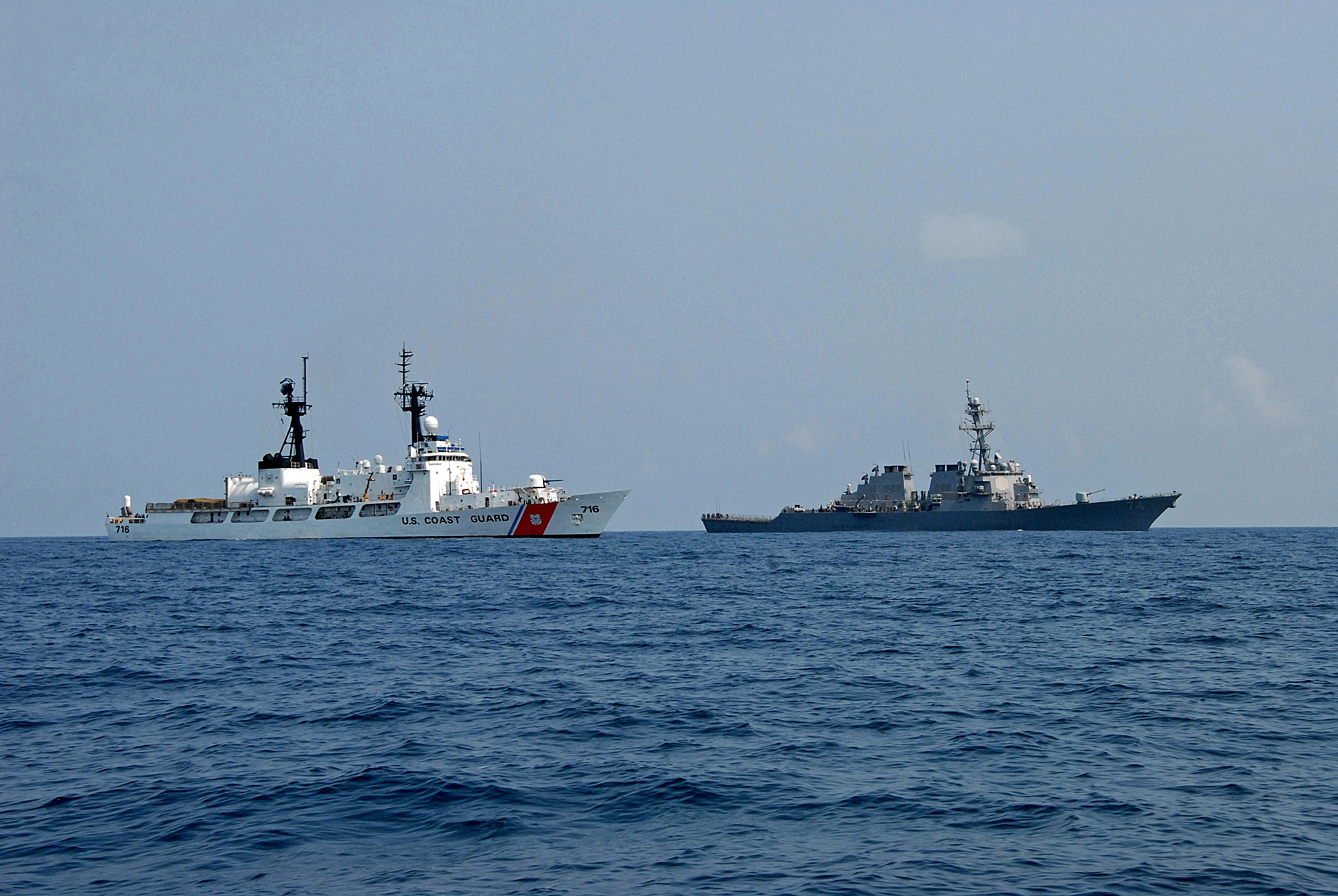
Der U.S. Coast Guard Cutter Dallas und die McFaul auf dem Weg nach Georgien im Schwarzen Meer

Georgische Region Innerkartlien (Shida Kartli) mit russischen Militärbasen, Grenzen Südossetiens gestrichelt.

Russische Militärbasen in Abchasien

Während des jahrelangen Konflikts um Südossetien, vor dem Ausbruch des Krieges im August 2008, wurden zahlreiche Landminen verlegt. In Südossetien und Abchasien kam es nach Recherchen des ICBL zwischen 2001 und 2007 zu 383 Verletzten und Toten durch Landminen bei allen beteiligten Parteien. Nach georgischen Angaben explodierte am 24. August 2008 nahe Gori ein mit Öl beladener Zug, der auf eine Mine gefahren sei. Menschenrechtsorganisationen, insbesondere Human Rights Watch, warfen der russischen Seite auch den Einsatz von Streubomben vor, zogen dies allerdings später zurück, nachdem Georgiens Verteidigungsministerium seinerseits offiziell den Einsatz von eigenen Streubomben gegen mehrere Ziele in Südossetien zugegeben hatte.
Russland hielt seine Truppen bis in den Oktober 2008 auf dem Territorium „Kerngeorgiens“. Sie bildeten eine 20 Kilometer breite russische Pufferzone um Südossetien und Abchasien. Durch die Pufferzone verliefen die Eisenbahn von Ost- nach Westgeorgien und nördlich von Gori die wichtigste Verbindungsstraße Georgiens zur Hafenstadt Poti. Dort und an dieser Straße in Teklati und Senaki hatte Russland Kontrollpunkte und Stützpunkte errichtet. Russland kündigte zunächst an, in der Zone 2600 Soldaten zu stationieren; 2142 vor Abchasien und 452 vor Südossetien. Als Begründung wurde erklärt, man wolle georgische Waffentransporte und Sabotageakte verhindern. Zudem drohte der russische Vize-Generalstabschef Anatoli Nogowizyn, sollten die USA Georgien wieder aufrüsten, werde man die russischen Friedenstruppen weiter verstärken. Tausende Einwohner Potis demonstrierten gegen die Anwesenheit der russischen Soldaten in der Stadt.
In der Operation Assured Delivery wurden ab dem 13. August von der amerikanischen Ramstein Air Base in Deutschland mit Transportflugzeugen Hilfsgüter nach Tiflis geflogen. Am 25. August erreichte der amerikanische Zerstörer McFaul den georgischen Hafen Batumi. Er brachte zusammen mit weiteren amerikanischen Kriegsschiffen, wie beispielsweise dem Kommandoschiff Mount Whitney, Hilfsgüter nach Georgien.
Russland bezeichnete dies als einen Versuch der NATO, ihre Stellung in Georgien auszubauen. und kritisierte die aus seiner Sicht zunehmende Zahl an NATO-Schiffen im Schwarzen Meer. Gemeint waren vier Fregatten der Standing NATO Maritime Group 1, die nach Angaben der NATO nahe Rumänien und Bulgarien an einem lange geplanten Manöver teilnahmen.
In abchasischen Sochumi legten Ende August der Lenkwaffenkreuzer Moskwa und die Flugkörperkorvette Ivanovets (954) der russischen Marine an. Moskau erklärte am 29. August außerdem, Russland wolle in Abchasien und Südossetien Militärbasen errichten. Laut der südossetischen Regierung sind entsprechende Verträge in Vorbereitung.
Als 2009 der von der Europäischen Union in Auftrag gegebenen Untersuchungsbericht zum Kaukasuskrieg 2008 veröffentlicht wurde, wurden in ihm die meisten georgischen Behauptungen widerlegt. Dies führte zu einem Imageverlust der georgischen Regierung. Der Spiegel sprach davon, dass der einstige Hoffnungsträger Saakaschwili nun öffentlich als „Lügner und Brandstifter“ dastehe. Die AG Friedensforschung der Universität Kassel schrieb auf ihrer Website, Georgien sei als Aggressor festgestellt worden. NATO-Generalsekretär Anders Fogh Rasmussen erklärte jedoch, dass die Schuldfrage in dem Konflikt keine Rolle für Georgiens NATO-Beitrittsperspektiven spiele. Der Tagliavini-Report kam allerdings auch zu dem Ergebnis, dass Russland überreagiert habe, nicht nur den Südosseten zur Hilfe geeilt sei, sondern in georgisches Kernland vorgerückt sei und zivile Ziele bombardiert habe.

### Wirtschaftliche Folgen
Während die EU mit Geld den Wiederaufbau und die Stabilisierung Georgiens anstrebte, verlor der russische Rubel kurzzeitig an Wert. Einige Investoren verloren aufgrund des Kaukasus-Konflikts das Vertrauen in Russland und zogen ihr Kapital ab. Die wirtschaftliche Entwicklung Russlands wurde durch den Konflikt jedoch nur marginal beeinflusst, eine wesentlich größere Rolle spielte die internationale Finanzkrise.
Russland ließ sowohl Abchasien als auch Südossetien seit 2008 großzügige Finanzhilfen zukommen, die zur wirtschaftlichen Erholung der Region maßgeblich beitrugen. In Abchasien führte die Anerkennung der Unabhängigkeit zu einer starken Wiederbelebung des Tourismus.

### Weitere Vorkommnisse 2015
Die vereinbarten Grenzlinien wurden im Jahr 2015 auf Kosten georgischen Gebietes verschoben. Truppen, die Beobachter der Russischen Föderation zuordneten, drangen am 10. Juli nachts nach Georgien vor und verschoben Grenzmarkierungen. Beobachter der Europäischen Union bestätigten eine Verschiebung zweier Grenzmarkierungen um 300 und um 1000 Meter. Die betroffenen georgischen Landwirte wurden nach eigenen Angaben durch russische Truppen von ihren Feldern vertrieben. Das georgische Außenministerium gab an, die Föderationssoldaten hätten damit ein Teilstück der dort unterirdisch verlaufenden Pipeline Baku-Supsa unter Kontrolle gebracht. Der Sprecher von British Petroleum in Georgien gab an, Wartungsaufgaben an der Pipeline trotzdem ausführen zu können. Russische Stellen stritten alle Vorwürfe ab und rieten der georgischen Regierung, ihre Beschwerden an Südossetien zu richten.

### Mord an ukrainischem Staatsbürger 2016
Im Frühjahr 2019 veröffentlichte die New York Times eine Recherche des Journalisten Michael Schwirtz zu einem Mord an einem Elektriker in der Ukraine im Jahr 2016. Eine Liste mit den Namen von sechs ukrainischen Männern, einschließlich des Opfers, von denen russische Medien oder Behörden offenbar annehmen, sie hätten im Kaukasuskrieg geholfen, die georgische Luftabwehr zu bedienen, fand sich bei dem geständigen Mörder. Er sei von russischen Geheimdienstoffizieren in Moskau für das Aufspüren der Männer und den späteren Mord angeheuert worden.

## Standpunkte der Konfliktparteien

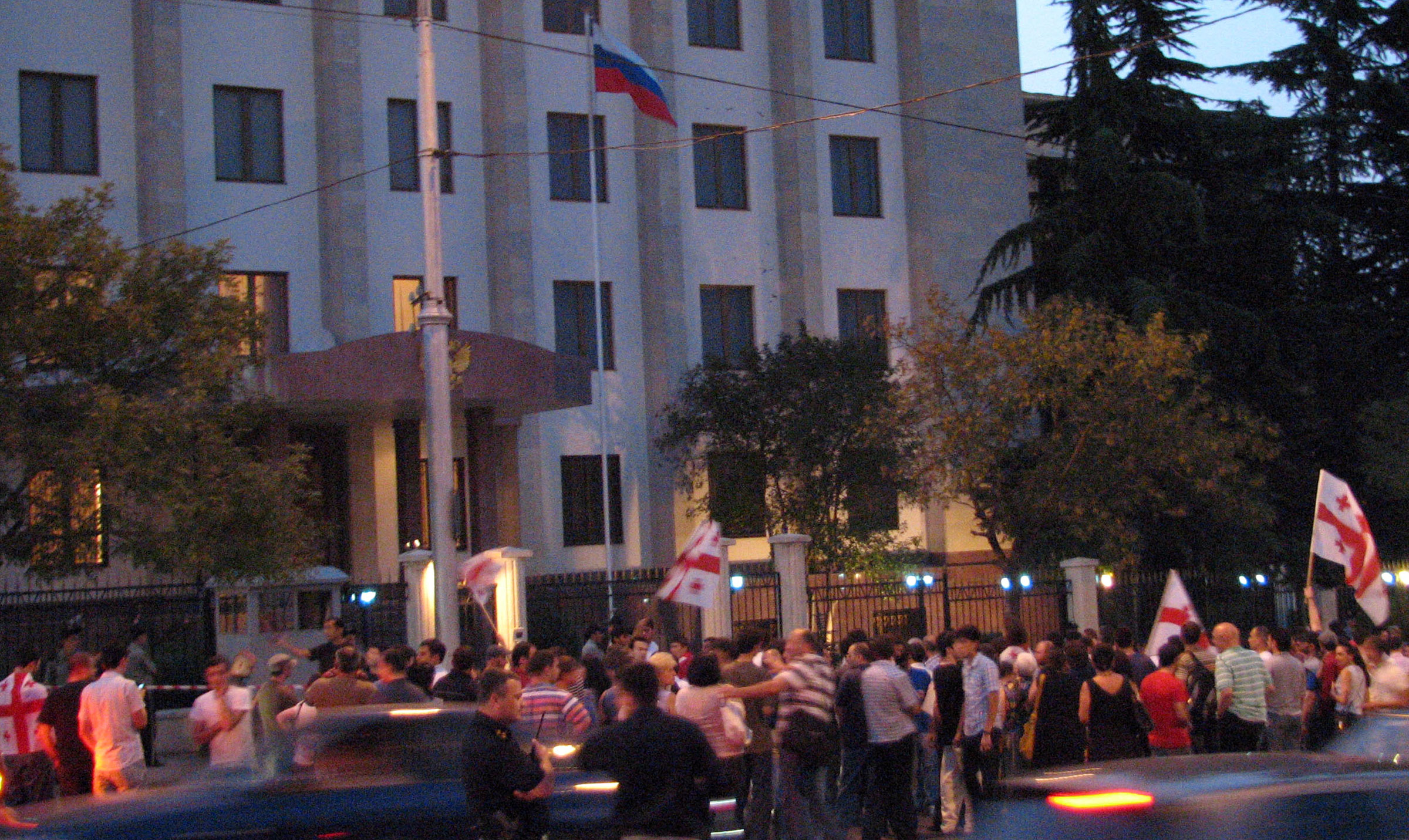
Georgische Proteste gegen den Krieg vor der russischen Botschaft in Tiflis

Nach den Worten des georgischen Generals Mamuka Kuraschwili wollte Georgien mit seinem militärischen Vorstoß die „verfassungsgemäße Ordnung“ in der abtrünnigen Region wiederherstellen. Ziel der georgischen Truppen sei es nicht, Zchinwali zu besetzen, sondern man wolle die „Stellungen der Separatisten zerstören“. Zwischenzeitlich wurde von georgischer Seite behauptet, die Offensive diene dazu, eine russische Invasion abzuwehren, was jedoch schnell bezweifelt wurde.

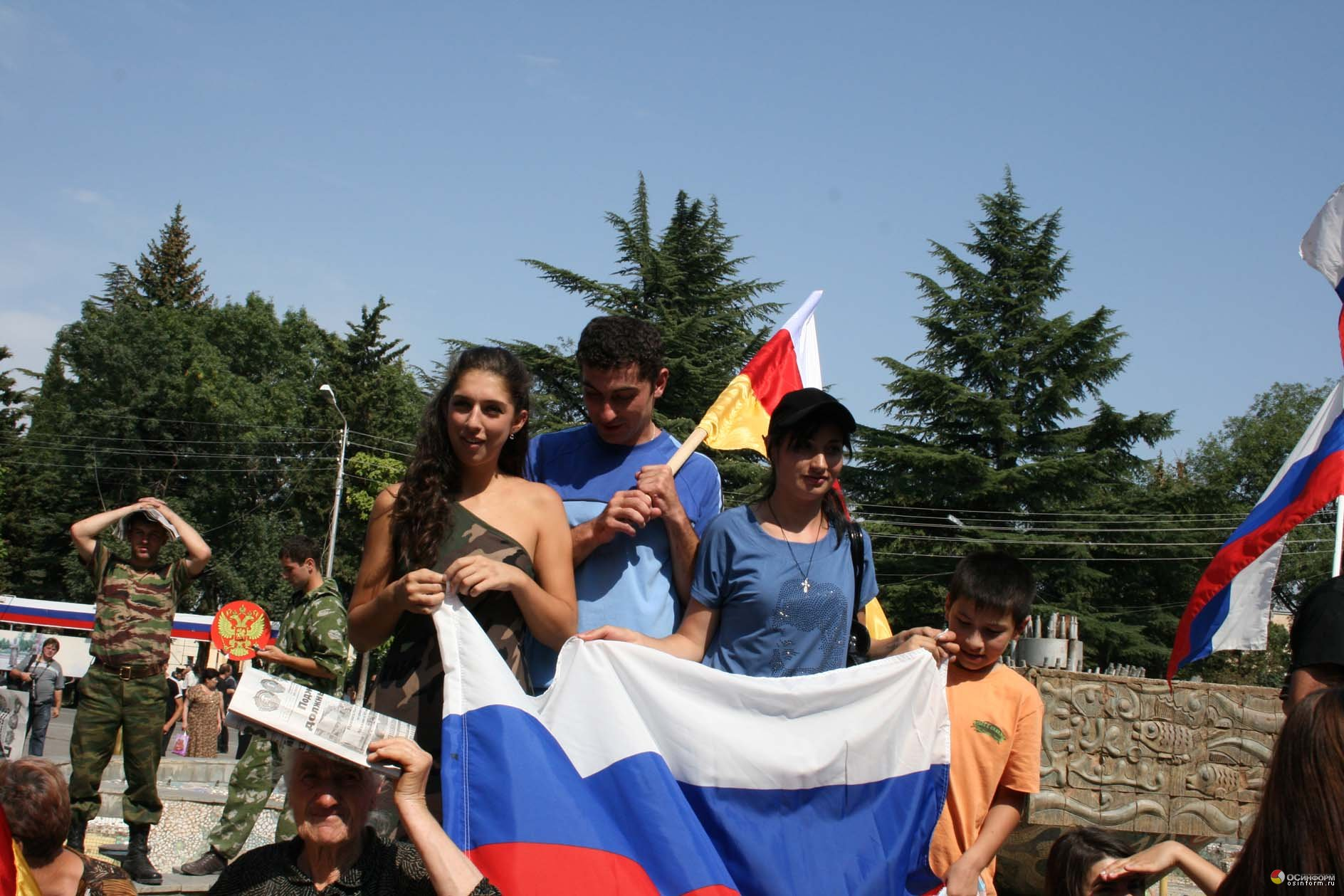
Feierlichkeiten in Zchinwali nach dem Ende der Kampfhandlungen

Der russische Präsident Dmitri Medwedew begründete die Intervention mit dem Schutz russischer Zivilisten in Südossetien.  Allein in den ersten beiden Tagen des Konflikts sollen zwölf Angehörige der russischen Truppen ums Leben gekommen und mehr als 50 verletzt worden sein.
Die südossetische Regierung erklärte, die georgische Armee habe eine brutale Bombardierung und Invasion des Landes begonnen, während die russischen Truppen schließlich zur Unterstützung Südossetiens eingetroffen seien. Südossetiens Regierung wies auch den Begriff „Separatismus“ für die eigenen Absichten zurück, da man nach eigener Angabe von Anfang an abgelehnt habe, Teil des unabhängigen Georgiens zu sein. Man sei daher nie ein Teil Georgiens gewesen.
Eduard Kokoity, der südossetische Präsident, erklärte im September 2008, sein Land habe Interesse an einem Beitritt zur Russischen Föderation. In Russland leben in der autonomen Republik Nordossetien-Alanien, die an Südossetien angrenzt, fast eine halbe Million Osseten.

## Untersuchungen zum Kaukasuskrieg

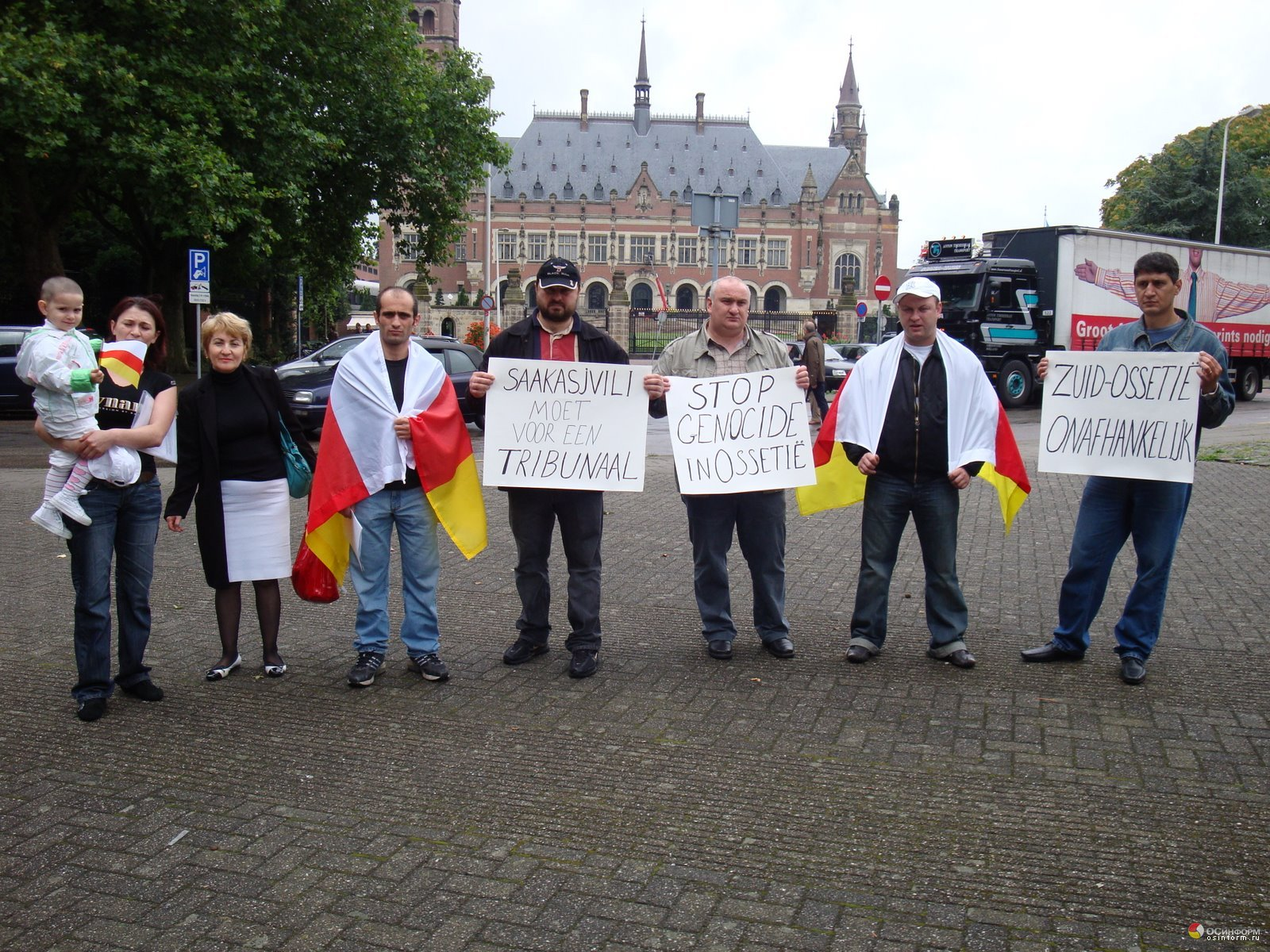
Südossetische Demonstranten in Den Haag

Am 9. September wandte sich Georgien an den Internationalen Gerichtshof in Den Haag (IGH) mit dem Vorwurf, Russland habe in Südossetien und Abchasien gegen das Internationale Übereinkommen zur Beseitigung jeder Form von Rassendiskriminierung von 1965 verstoßen. Die Vorwürfe reichen bis zu den Vertreibungen von Georgiern aus Abchasien und Südossetien in den 1990ern zurück. Russland argumentiert, dass eventuelle Verstöße nur von Georgiern, Abchasen und Osseten begangen worden seien. Außerdem gelte die Konvention nicht extraterritoral, sondern nur für Verfolgungen innerhalb eines Landes.
Russland seinerseits hatte mehrfach angekündigt, den Internationalen Gerichtshof anzurufen. Mitte August hatte ein russisches Ermittlungskomitee Beweise in Südossetien gesammelt. Am 10. September legte das Ermittlungskomitee in Moskau seinen Bericht vor. Es hatte 2500 Personen befragt, um Beweise für den behaupteten Völkermord an den Südosseten zu sammeln. Die Süddeutsche Zeitung meldet, dass statt der bisher angegebenen 2000 Toten das Komitee nun von 134 zivilen Opfern berichtet.
Der Internationale Gerichtshof in Den Haag hat durch eine Entscheidung im Rahmen des einstweiligen Rechtsschutzes am 15. Oktober 2008 in dem Konflikt beide Seiten zur Wahrung der vertraglichen Pflichten aus dem Anti-Rassendiskriminierung-Übereinkommen ermahnt. Die Entscheidung hat wegen ihres vorläufigen Sicherungscharakters nichts zur Klärung der Schuldfrage beigetragen; sie war wegen eines Sondervotums durch immerhin sieben der 15 Richter höchst umstritten. Zum einen legte die Entscheidung beiden Parteien keine Maßnahmen auf, zu denen sie nicht bereits direkt aufgrund des Anti-Rassendiskriminierung-Übereinkommens verpflichtet gewesen wären, zum anderen hielten die abweichenden Richter die Streitfrage nicht für eine Frage der Rassendiskriminierung, sondern für eine Territorialstreitigkeit. Sie verneinten auch die für eine vorläufige Sicherungsanordnung notwendige Dringlichkeit, da zu diesem Zeitpunkt die Situation durch den Einsatz von EU-, UN- sowie OSZE-Beobachtern bereits hinreichend gesichert gewesen sei.
Am 1. April 2011 entschied der IGH, dass er in dem Streitfall nicht zuständig sei, weil Russland und Georgien sich nicht um eine Verhandlungslösung ihres Disputs bemüht hätten, bevor die Klage eingereicht wurde.
Der Europäische Gerichtshof für Menschenrechte stellte 2021 in einem Urteil fest, Russland habe sich schuldig gemacht, ethnische Georgier unrechtmäßig zusammengetrieben und anschließend „unmenschlich und erniedrigend behandelt“ zu haben. Dazu gehörten die Folterung georgischer Kriegsgefangener und die Vertreibung georgischer Dorfbewohner aus ihren Häusern in Südossetien.

### Bericht der Europäischen Union
Die im Auftrag der Europäischen Union tätige Independent International Fact-Finding Mission on the Conflict in Georgia (IIFFMCG) legte im September 2009 ihren Bericht zum Kaukasus-Konflikt vor. Der Bericht sei dazu da, Fakten zu beschreiben, jedoch nicht, einen Schuldigen zu finden.
Der Bericht sprach von Kampfhandlungen „im großen Maßstab“ in der Nacht vom 7. zum 8. August durch georgische Streitkräfte, was jedoch nur die Kulmination eines längeren Zeitraums von zunehmenden Spannungen, Provokationen und Zwischenfällen war. (“The shelling of Tskhinvali by the Georgian armed forces during the night of 7 to 8. August 2008 marked the beginning of the large-scale armed conflict in Georgia, yet it was only the culminating point of a long period of increasing tensions, provocations and incidents.”) Die Kommission war nicht in der Lage, die georgische Darstellung eines russischen Einmarsches nach Südossetien vor dem 8. August 2008 zu bestätigen (“The Mission is not in a position to consider as sufficiently substantiated the georgian claims”), hielt jedoch fest, dass Ausbildung und Kriegsmaterial von Russland zur Verfügung gestellt worden war. Zusätzlich seien Freischärler Anfang August ins Gebiet gelangt und es seien andere als die russischen Friedenstruppen vor 14:30 Uhr am 8. August anwesend gewesen (“as well as the presence of some Russian forces in South Ossetia, other than the Russian JPKF battalion, prior to 14.30 hours on 8. August 2008”). Der Angriff Georgiens auf Südossetien und dort stationierte russische Friedenstruppen wurde als Verstoß gegen internationales Recht eingestuft. Eine anfängliche russische Intervention zur Verteidigung der Friedenstruppen auf südossetischem Gebiet sei durch das Völkerrecht gedeckt gewesen. Andererseits wurde der Einmarsch russischer Truppen in georgisches Gebiet außerhalb Südossetiens als durch kein internationales Recht gedeckt beurteilt und als sehr unverhältnismäßig bezeichnet, dazu die Operationen südossetischer Truppen und Freischärler nach dem Waffenstillstand am 12. August. Zusätzlich wird die Besetzung Ober-Abchasiens durch russische und abchasische Truppen ausdrücklich eingeschlossen.

## Russlands Veto 2009 zur Weiterführung der UNO-Beobachtermission UNOMIG
Der Sechs-Punkte-Plan zur Beilegung des Kaukasus-Konflikts 2008 sah vor, das Mandat der UNOMIG im vollen Umfang fortzusetzen. Der UN-Sicherheitsrat verlängerte Anfang Oktober 2008 das Mandat der Beobachtermission bis zum 15. Februar 2009 und letztmals am 13. Februar 2009 bis zum 15. Juni 2009. Am 15. Juni 2009 legte Russland ein Veto gegen die Verlängerung ein. Damit endete UNOMIG.

## Russlands Anerkennung der Unabhängigkeit von Abchasien und Südossetien

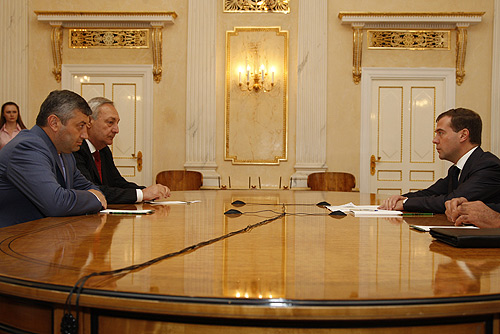
Präsident Medwedew bei einem Treffen mit Sergei Bagapsch und Eduard Kokoity am 14. August 2008

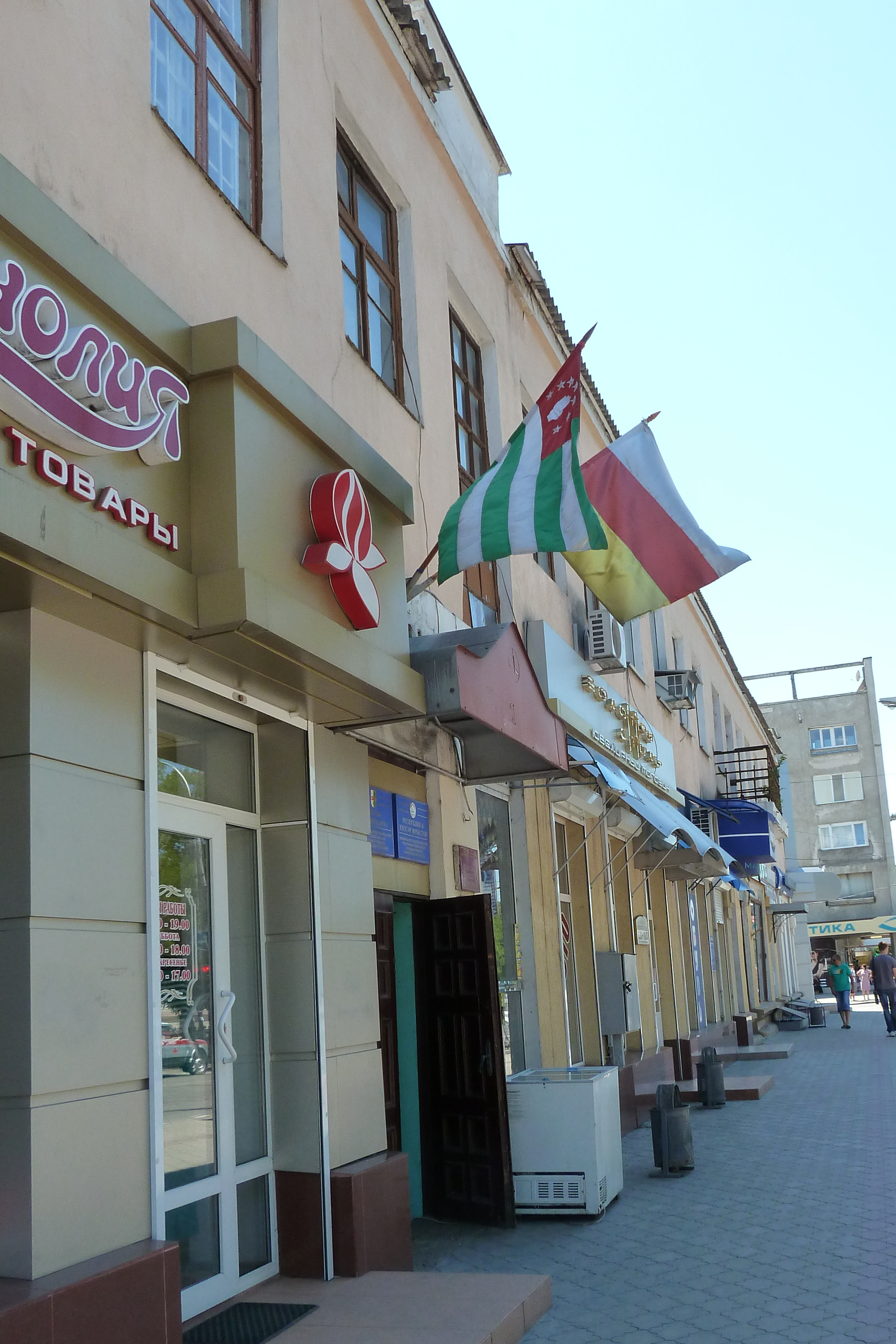
Abchasische und südossetische Vertretung in Tiraspol, Transnistrien

Jahrelang waren Südossetien und Abchasien zunächst nur von den mit ihnen in der Gemeinschaft nicht anerkannter Staaten zusammengeschlossenen De-facto-Regimen Transnistrien und Nagorny Karabach anerkannt worden.
Am 25. August 2008 sprachen sich der russische Föderationsrat und die Duma ohne Gegenstimme für die Anerkennung der Unabhängigkeit von Südossetien und Abchasien aus. Dieser Aufforderung kam Präsident Medwedew am Tag darauf nach und unterzeichnete die Anerkennung der Unabhängigkeit für beide Republiken. Russland verwies dabei auf Parallelen zum Kosovo.
Am 27. August 2008 verurteilten die G-7-Staaten die Anerkennung der Konfliktregionen und erklärten, Russland habe damit „sein Engagement für Frieden und Sicherheit im Kaukasus in Frage gestellt“ ().
Georgien brach am 29. August die diplomatischen Beziehungen zu Russland ab und beorderte sein Botschaftspersonal aus Moskau zurück. Eine EU-Delegation unter Leitung der belgischen Senatorin Anne-Marie Lizin bestätigte am selben Tag die von den russischen Streitkräften eingerichtete Pufferzone von mindestens 18 Kilometern außerhalb von Abchasien und Südossetien auf dem Kerngebiet Georgiens. Auf einem Sondergipfel in Brüssel am 1. September verurteilten die Staats- und Regierungschefs der Europäischen Union die russische Anerkennung von Südossetien und Abchasien. Die EU forderte außerdem andere Staaten dazu auf, die Anerkennung dieser georgischen Gebiete zu verweigern.
Am 5. September folgte die zweite Anerkennung von Abchasien und Südossetien durch Nicaragua. Mehrere zentralasiatische Staaten und die Volksrepublik China erklärten bereits einige Tage zuvor im Rahmen der Konferenz der Shanghaier Organisation für Zusammenarbeit (SOZ) 2008 in Duschanbe, die Anerkennungspolitik Russlands nicht unterstützen zu wollen. Die SOZ unterstütze aber „die aktive Rolle Russlands in den Friedenseinsätzen“ und den von der französischen EU-Ratspräsidentschaft vermittelten Sechs-Punkte-Plan. In der russischen Presse wurde das Auftreten Medwedews in Duschanbe als diplomatischer Fehlschlag vermerkt. Belarus hat, trotz gegenteiliger Aussagen seines Präsidenten, die beiden abtrünnigen Republiken bisher nicht anerkannt.
Der südossetische Präsident Eduard Kokoity erklärte am 11. September 2008 auf einer Tagung des Waldai-Klubs, dass Südossetien nicht unabhängig bleiben, sondern der Russischen Föderation beitreten wolle. Kokoity hatte bereits zuvor den Beitritt gefordert. Im Mai 2008 erklärte er: „Unser größtes Ziel ist die Vereinigung mit Russland.“ Am 12. August wiederholte Kokoity den Anschlusswunsch. Georgien hatte schon zuvor Befürchtungen geäußert, dass die Anerkennung der beiden Republiken durch Russland nur ein erster Schritt Richtung Annexion sei. Nachdem sich diese Aussage über Nachrichtenagenturen verbreitet hatte, sah sich Russlands Außenminister Lawrow zu einem Dementi veranlasst. Kokoity verlautbarte, seine Äußerungen seien „offensichtlich missverstanden“ worden.
Bislang wurden Abchasien und Südossetien außer von Russland und Nicaragua noch von Venezuela am 10. September 2009 und Nauru am 15. Dezember 2009 anerkannt, während Syrien die Aufnahme diplomatischer Beziehungen im Mai 2018 verlauten ließ und im Juli die Anerkennung unterzeichnete.
Abchasien wurde 2011 zunächst von Tuvalu und Vanuatu anerkannt, die allerdings 2013 bzw. 2014 ihre Anerkennungen wieder zurückzogen.

## Filme
2009 wurde in Russland der Film Olympus Inferno ausgestrahlt. 2011 wurde ein amerikanischer Spielfilm veröffentlicht, der den Namen 5 Days of War trägt. Im Februar 2012 kam in Russland der Film Awgust Wosmowo („August des Jahres ’08“) in die Kinos, der realen Hintergrund mit Fantasy-Elementen verknüpft. Produzent war Fjodor Bondartschuk.